# Rebellionen in Portugiesisch-Timor (1860–1912)

Timoresischer Krieger am Ende des 19. Jahrhunderts

Die Rebellionen in Portugiesisch-Timor (dem heutigen Osttimor) zwischen 1860 und 1912 waren eine Reihe von Aufständen gegen die sich ausbreitende Macht der portugiesischen Kolonialherrschaft. Bis zu diesem Zeitraum beschränkte sich der europäische Einfluss auf einige kleine Gebiete der Kolonie, im restlichen Territorium bestand nur nominell eine Vorherrschaft Portugals gegenüber den Liurais, den traditionellen Herrschern der timoresischen Reiche (Reinos). Zwei Daten markieren die Eingrenzung dieses Zeitraums in der Geschichte Portugiesisch-Timors. Im Vertrag von Lissabon von 1859 einigten sich Portugal und die Niederlande erstmals auf eine Grenzziehung zwischen dem niederländischen West- und dem portugiesischen Ostteil der Insel Timor, und 1912 endete die Rebellion von Manufahi, der größte timoresische Aufstand gegen Portugal in der Geschichte. Die Kolonialmacht errang durch die Niederschlagung der Revolten auch über das Inselinnere und die Südküste die vollständige Kontrolle. Die Liurais wurden weitgehend entmachtet und die koloniale Verwaltung ausgedehnt.
Die Aufstände werden teilweise auch als Antisteuerrebellionen bezeichnet, da neben der Zwangsarbeit auch die Einführung der Kopfsteuer (portugiesisch capitação) und anderer Zwangsabgaben zu Unruhen führten. Für die Rebellion von Manufahi wird die Einführung der Kopfsteuer von 1906/1908 sogar als Hauptgrund angesehen. Allerdings gibt es zahlreiche weitere Auslöser der Revolten, wie die Ausrufung der Republik in Portugal, die zu Unruhe unter den Liurais führte, weil sie dadurch auch ihre Legitimation gefährdet sahen, und der ausgedehnte Aufbau kolonialer Verwaltungsstrukturen. Die Rebellionen lassen sich deswegen nicht nur auf einen einzigen Grund reduzieren.

## Hintergründe

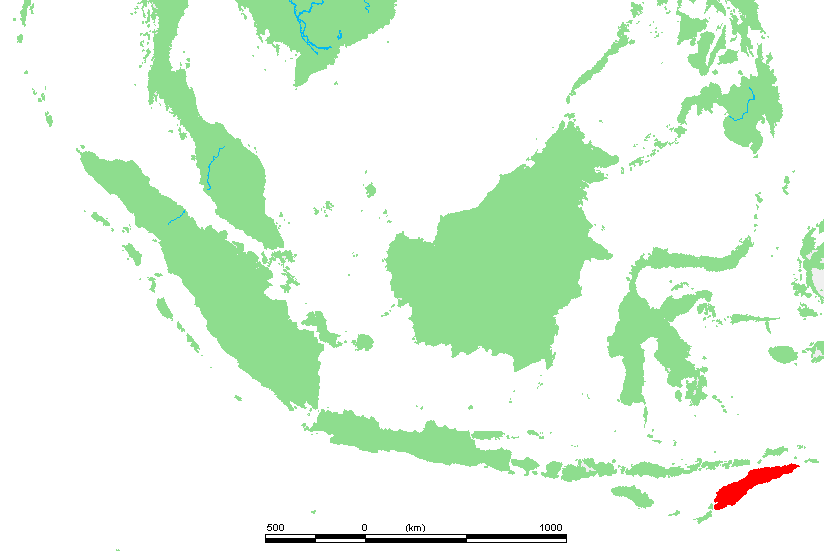
Lage Timors

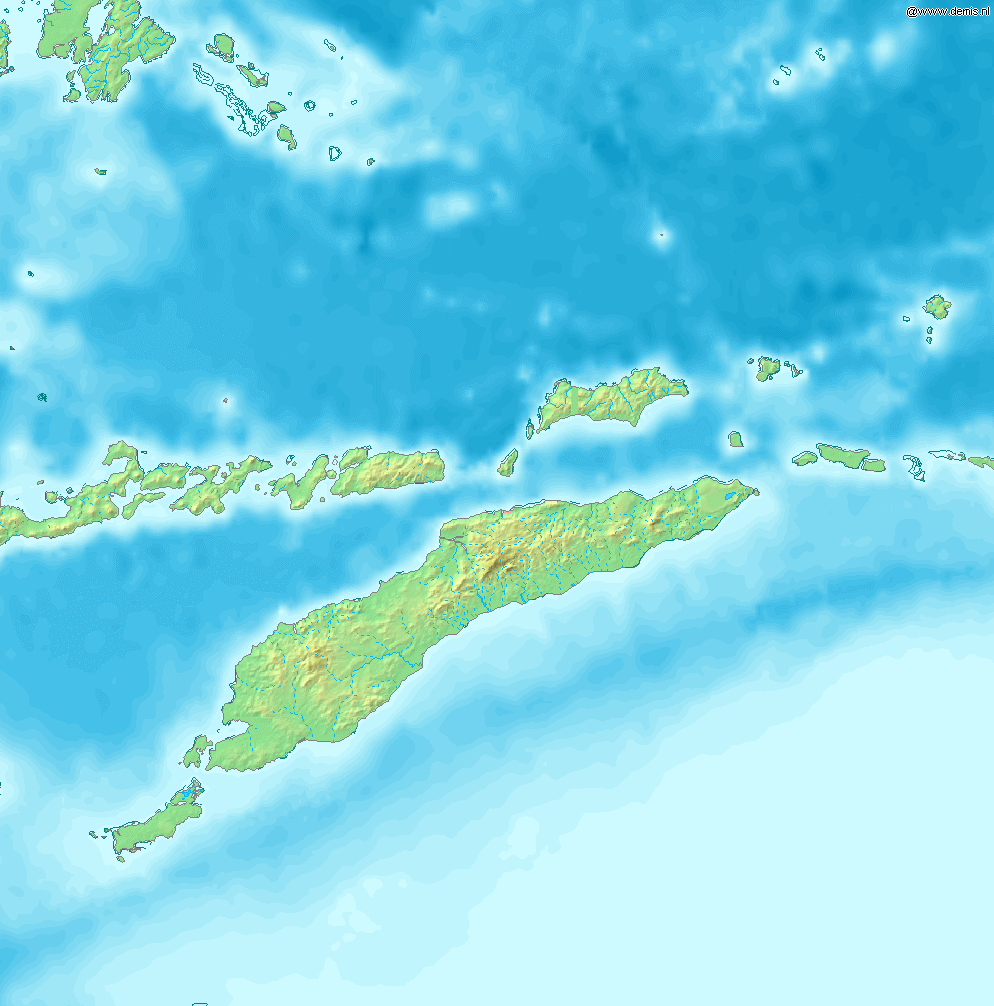
Timor war seit dem 17. Jahrhundert in einen niederländischen West- und einen portugiesischen Ostteil geteilt. Der Grenzverlauf wurde aber erst 1914 endgültig festgelegt.

Bis in die Mitte des 19. Jahrhunderts waren die Reiche, in die sich die Insel Timor aufteilte, de facto unabhängig geblieben. Die koloniale Macht der Portugiesen war vor allem im Landesinneren gering und beschränkte sich meistens auf geringe Tributzahlungen (Fintas). Die Einnahmen der Kolonialherren stammten aus dem Handel mit Sandelholz und einigen anderen Exportgütern. Einer der Gründe für die schwache Herrschaft war der ständige Wettstreit mit den Niederlanden um die Vormachtstellung auf den Kleinen Sundainseln, der Kapazitäten beanspruchte. Doch 1859 wurde im Vertrag von Lissabon ein erstes Abkommen über die Grenzziehung geschlossen.
Nun konnte sich Portugal auf den Ausbau und die Festigung der kolonialen Macht konzentrieren. Auch der technische Fortschritt und besser ausgerüstete Truppen eröffneten neue Möglichkeiten, das Land unter die direkte Kontrolle Portugals zu bringen. Andererseits hatten nun rebellische Timoresen auch legal und illegal die Möglichkeit, sich Feuerwaffen zu beschaffen. Jährlich wurden Tausende von Schusswaffen importiert. In den 1880ern verhängte Portugal ein Handelsverbot, doch erst mit dem Abschluss eines Abkommens mit den Niederlanden 1893 konnte der Waffenhandel eingedämmt werden. Zudem hatten die Timoresen eine lange kriegerische Tradition, die ihre Wurzeln bereits in vorkolonialer Zeit hat. Um neue Wege der Ausbeutung der Kolonie zu schaffen (die Vorkommen des bisherigen Hauptexportguts Sandelholz waren erschöpft), wurden die Timoresen ab den 1890ern zudem zur Zwangsarbeit beim Straßenbau und in Plantagen gezwungen. Schon zuvor wurden die Liurais zum Anbau des 1815 eingeführten Kaffees gedrängt. Der zwanzigste Teil der Ernte musste abgegeben, der Rest zu festgesetzten Preisen an die Kolonialherren verkauft werden. Jene Reiche, die keinen Kaffee anbauen konnten, mussten ein Zehntel der Reisernte an die Portugiesen liefern. Am 13. September 1906 wurde die Kopfsteuer für alle timoresischen Familienväter zwischen dem 18. und 60. Lebensjahr eingeführt. Jeder von ihnen musste 500 Reis in bar bezahlen, es sei denn, er leistete eine Vertragsarbeit, arbeitete auf Plantagen mit mehr als 500 Hektar Größe oder lebte in einem Reich, das mehr als 500.000 Pfund Kaffee, Kakao oder Baumwolle produzierte – ein weiterer Schritt zur Steigerung der Produktion von Exportgütern in der Kolonie. Auch Reiche mit weniger als 600 Familien waren von der Kopfsteuer befreit. Die Liurais erhielten als Staatsfunktionäre die Hälfte der Einnahmen aus der Kopfsteuer in ihrem Reich, durften aber selber keine weiteren Abgaben einsammeln, womit bestehende traditionelle Abgabensysteme abgeschafft und die Liurais abhängig von Portugal gemacht wurden.
Ab 1908 musste jeder erwachsene Timorese die Steuer bezahlen, ab 1909 jeder männliche Timorese ab dem 16. Lebensjahr. Als Timorese galt, wer in der Kolonie geboren wurde, keinen europäischen Vater oder Mutter hatte und sich „durch Wissen und Kleidung nicht von der einheimischen Bevölkerung der Kolonie“ unterscheidet. Chinesische und arabische Händler zahlten statt der Kopfsteuer  Abgaben an die Gemeinde, Zoll und für Lizenzen. Die Jahressteuer betrug nun einen mexikanischen Pataca oder anderthalb niederländische Gulden. Die Steuer sollte bevorzugt in Geldform eingezogen werden, wobei im Westen der Kolonie die Steuer in Gulden und im Zentrum und Osten in Pataca fällig war. Die Schwierigkeiten bei der Barzahlung zeigte bald, dass man feste Preise für landwirtschaftliche Erzeugnisse brauchte. Gouverneur Eduardo Augusto Marques (1908–1909) schaffte zudem den Anteil für die Liurai ab. Stattdessen würden sie „weiterhin die Privilegien genießen, die ihnen aufgrund der timoresischen Gepflogenheiten und Bräuche zustehen“.
Ein Problem bei der Kopfsteuer stellte die Unkenntnis der Einwohnerzahl der Kolonie dar. 1910 kam eine Kommission zu dem Schluss, dass in Portugiesisch-Timor 98.920 Familien lebten, deren Oberhäupter zahlungspflichtig waren. Die Anzahl der verschiedenen loyalen Reiche betrug nach der Erhebung 73 oder 75 (Afonso de Castro, Gouverneur von Portugiesisch-Timor 1859 bis 1863, hatte 1867 nur 47 Reiche aufgelistet). Vor allem die Reiche an der kolonialen Grenze und im Krisengebiet von Manufahi litten unter einer Bevölkerungsabnahme. Die Menschen wanderten in das niederländische Westtimor ab, um der Steuerlast zu entkommen. 1911 berichtete der Militärkommandant von Fohorem, dass Leute gezwungen seien, junge, weibliche Büffel zu verkaufen, die sonst zur Zucht eingesetzt wurden, um die Steuern bezahlen zu können.
Portugal hatte große Probleme, die Kontrolle über die Insel zu gewinnen und zu behalten. Gouverneur João Clímaco de Carvalho (1870–1871) teilte in einem Bericht von 1872 die timoresischen Reiche in vier Gruppen: zunächst Gebiete, die unter direkter portugiesischer Kontrolle standen, wie Dili, Batugade, Manatuto, Vemasse, Laga und Maubara; dann die Reiche in unmittelbarer Nähe zu Dili, vor allem westlich der Hauptstadt, die die portugiesische Oberhoheit praktisch anerkannt hatten. Die Reiche im Inselinneren, wie zum Beispiel Cailaco, erkannten diese nicht an, außerdem gab es kaum Kontakte mit den Herrschern. Und schließlich gab es die Reiche an der Grenze zum niederländischen Westtimor, wie Cowa und Sanirin, die offen gegen Portugal rebellierten oder zu denen es, wie zu Suai, seit Jahren keine Verbindungen mehr gab. Gouverneur José Celestino da Silva (1894–1908) machte die Landschaft für die schwierige Kriegsführung in der Kolonie verantwortlich. Hinter einem schmalen Küstenstreifen steigt die Insel schnell zu einer fast 3000 m hohen Bergwelt, wo der Transport von Munition sich schwierig gestaltete und die Portugiesen immer wieder aus dem Hinterhalt und erhöhter Position angegriffen werden konnten. Zusätzlich machte das heiße und schwüle Klima den Portugiesen zu schaffen. Den timoresischen Reichen fiel es leicht, militärische Bündnisse zu schließen, die schwer zu bekämpfen waren. Den Chinesen von Atapupu (heute Westtimor) und anderen Schmugglern warf Celestino da Silva vor, die Rebellionen aus Profitgründen anzuheizen. Zudem machte die Abgeschiedenheit Timors die Versorgung der Kolonie mit Truppen und Waffen für Portugal schwer. Vor 1910 bestand nicht einmal eine regelmäßige Schiffsverbindung mit den anderen portugiesischen Besitzungen, geschweige denn mit dem Mutterland.

## Die Rebellion von 1861

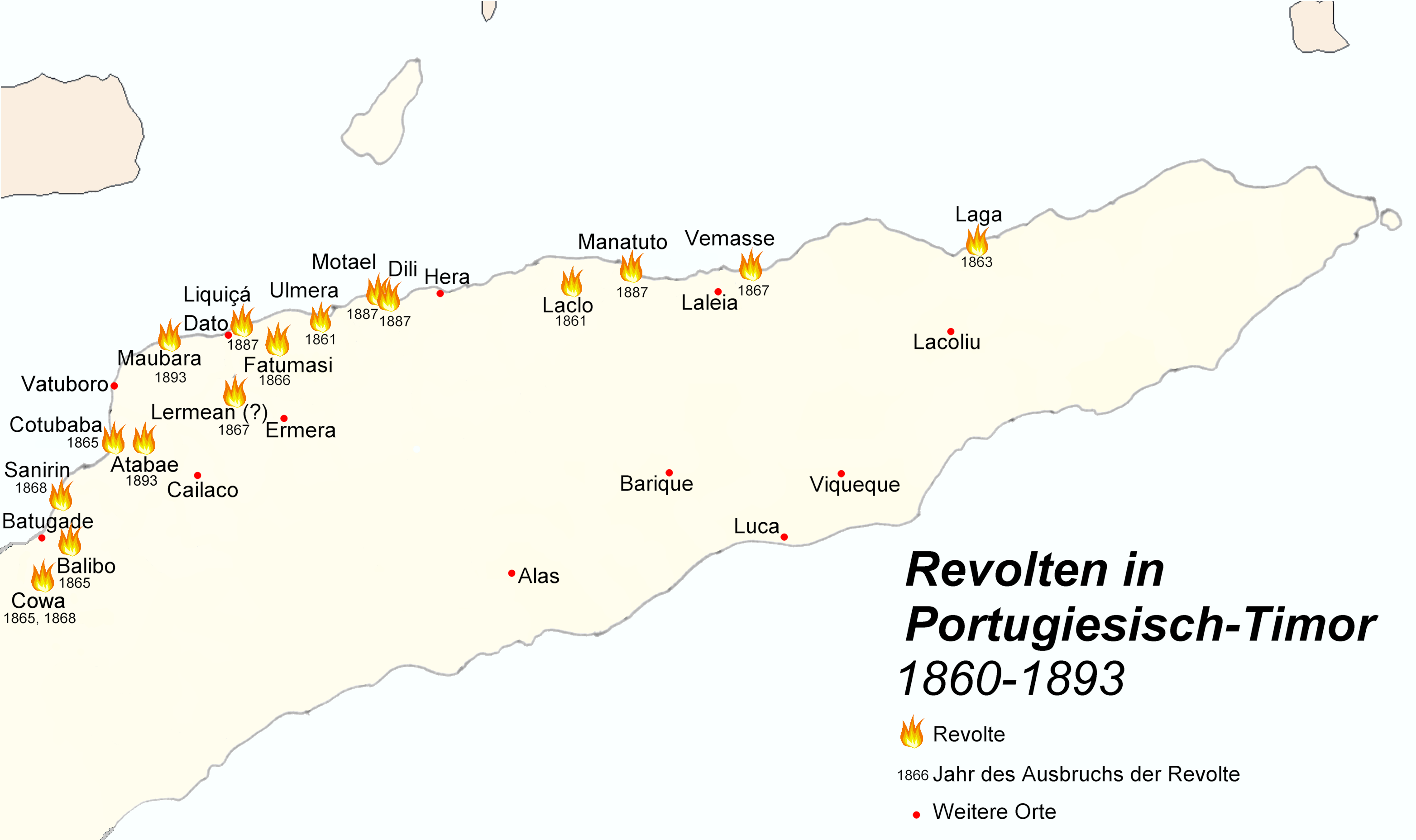
Revolten zwischen 1860 und 1893

Die Phase zwischen 1852 und 1859 war die ruhigste, die Portugal in seiner Kolonie erlebt hatte. Aus dieser Zeit wird nur von zwei kleineren Aufständen berichtet: Einer wurde vom Reich Manumera geführt, im anderen rebellierte 1859 der Liurai von Vemasse, Dom Domingos de Freitas Soares, der noch im selben Jahr ins Exil nach Lissabon geschickt wurde.
Afonso de Castro (1859–1863) machte Major Duarte Leão Cabreira zum Interimsgouverneur, als er selbst aus gesundheitlichen Gründen Portugiesisch-Timor „Erholungsurlaub“ auf Java machen musste. Cabreira diente bereits seit den 1840er-Jahren auf Timor und war ein Kenner des Landes, aber auch tief in den Intrigen der lokalen Politik verstrickt. Im Frühjahr 1861 brachen unabhängig voneinander im Mambai-Reich von Laclo und im Tetum-Reich von Ulmera Revolten aus. Cabreiras Rekrutierung von einheimischen Kräften zur Zwangsarbeit und die „die rigorosen Methoden des Majors“ führten zum Aufstand der beiden Liurais und zur Ermordung der lokalen Regierungsvertreter. Die Rebellen besetzten einen Bergpass in der Nähe der Kolonialhauptstadt Dili und blockierten Lebensmittellieferungen, so dass eine Hungersnot drohte. Man sah sich gezwungen, die benachbarten Niederländer um Versorgungsgüter zu bitten. Gouverneur Castro brachte bei seiner Rückkehr am 6. April dringend benötigte Waffen und Munition mit.
Am 10. Juni erklärte Castro den Notstand und ließ Waffen an Zivilisten und sogar an die chinesische Bevölkerung Dilis austeilen. Den ständigen Waffenmangel glich man mit Waffen der Handelskompanie und Lieferungen der Niederländer aus Batavia aus. Außerdem konnte Castro auf 40 indische Krieger zurückgreifen, die nach dem Sepoy-Aufstand gegen die Briten 1857 ins Exil nach Timor gekommen waren. Doch die angeforderte Verstärkung aus Goa brauchte noch Zeit, um nach Timor zu gelangen. Daher bat Castro bei den benachbarten niederländischen Kolonien auf den Molukken um Unterstützung. Der Gouverneur von Batavia entsandte daraufhin die Citadelle d’Anvers, eine Fregatte mit Dampfantrieb, die Dili am 22. Juni erreichte. Drei Tage später fuhr das Schiff weiter entlang der Küste von Manatuto und drängte die Rebellen aus ihren vordersten Positionen.
Cabreira wurde Befehlshaber der Truppen, die gegen die Rebellen ausgesandt wurden und zu verbündeten timoresischen Reichen geschickt, um mit Geld und Versprechungen Unterstützung im Kampf zu suchen. Er errichtete eine Basis in Manatuto und konnte auf Arraias (einheimische Hilfstruppen) aus Vemasse, Ermera, Liquiçá, Cailaco, Maubara, Deribate, Leimea, Atsabe und Caimauc zurückgreifen. Dem standen Krieger aus Ulmera, Laclo, Hera und Manatuto gegenüber. Auch Krieger aus Motael, dem Reich in dem Dili lag, stellten sich auf die Seite der Rebellen.

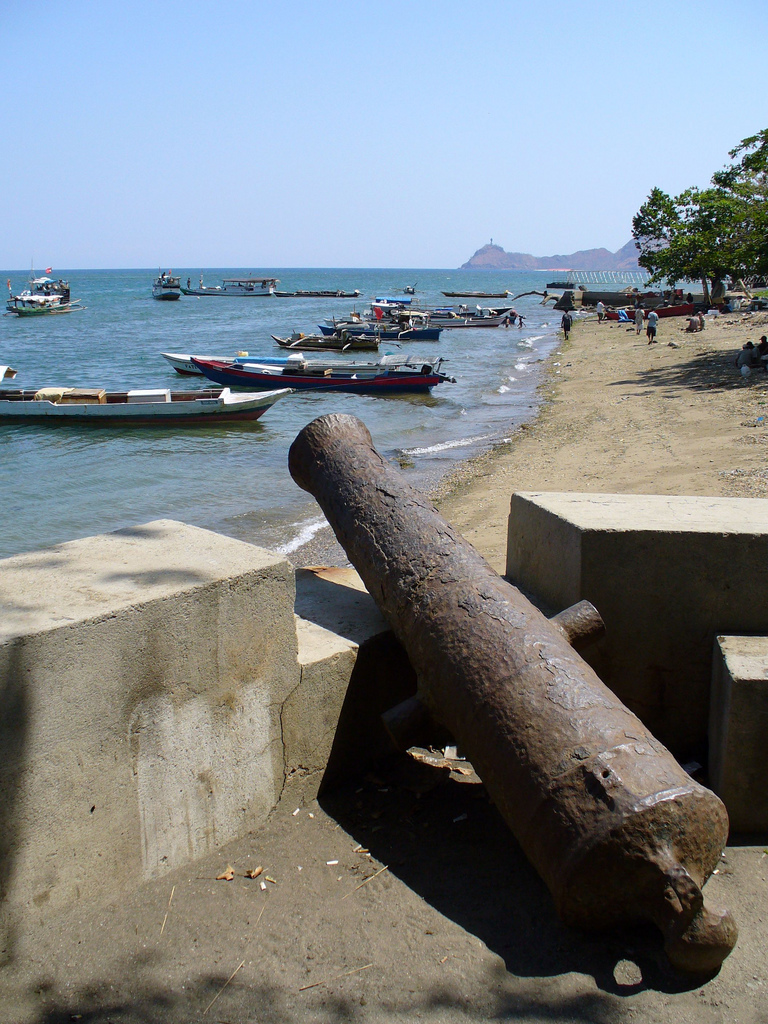
Portugiesische Kanone am Hafen von Dili

Am 26. August wurde die Rebellion in Laclo niedergeschlagen. Das Lager der Rebellen wurde niedergebrannt und den einheimischen Verbündeten Plünderungen und die Kopfjagd auf die Rebellen erlaubt. Der Belagerungszustand für Dili wurde aufgehoben. Der Sieg Portugals wurde von Gouverneur Castro in Dili ausgiebig gefeiert, inklusive des Likurai-Tanzes, der für die vom Krieg heimkehrenden timoresischen Krieger traditionell von den Frauen vorgeführt wird. Dazu trug man die Köpfe der erschlagenen Feinde in einer Prozession durch den Ort. Die Kopfjagd war Teil des Funu, des rituellen Krieges. Normalerweise wurden die Köpfe der erschlagenen Feinde ins Heimatdorf unter Begleitung düsterer Gesänge (den Lorsai) und des Likurai-Tanzes getragen, wo sie als heilige Objekte (Lulik) dienten. Die Arraias erbeuteten aus den aufständischen Reichen über tausend Büffel und vierhundert Pferde sowie große Mengen an Mais und Reis. Angesichts der Plünderungen schlossen sich Laclo und Laleia nun dem Bündnis mit Portugal an, um gegen Ulmera vorzugehen.
Den loyalen Liurai von Liquiçá hatte Castro zu einer Strafexpedition gegen das benachbarte Ulmera überredet, während das nahegelegene Maubara Sympathien für die Rebellen hegte. Es gibt Spekulationen, dass Dom Carlos, der Liurai von Maubara, sogar selbst Ulmera zur Revolte angestachelt hatte. Die Niederländer hatten einige Jahre zuvor im Vertrag von Lissabon im Tausch für einige portugiesische Besitzungen auf den Kleinen Sundainseln die Oberhoheit über Maubara an Portugal abgegeben. Dom Carlos akzeptierte jedoch, trotz niederländischen Zuredens, seine neuen Herren nie.
Mit dem Beginn der Regenzeit drohte Castro die Unterstützung seiner timoresischen Krieger zu verlieren, da diese sich nun um ihre Felder kümmern mussten. Um die Loyalität der Liurais zu werben, kündigte Castro an, selbst die Truppen in das noch immer aufständische Ulmera zu führen. Am 18. September versammelten sich in Dili 1200 einheimische Krieger. Im revoltierenden Reich traf Castro zudem auf die Unterstützung aus Liquiçá, so dass er nun über 3000 Mann verfügte. Ulmera wurde überrannt und der Herrscher von Ulmera und sein Sohn als Gefangene nach Dili gebracht. Dort wurde eine weitere Siegesfeier veranstaltet, wo der gefangene Liurai niederknien und sich zur Zahlung einer hohen Entschädigungssumme verpflichten musste. Auch die Köpfe der gefallenen Gegner wurden wieder präsentiert. Castro schrieb später über die Rebellion: „Man muss Zwang anwenden, nicht um zu tyrannisieren, sondern um dem Gesetz zu gehorchen und ein träges Volk zur Arbeit zu zwingen.“
Im März 1862 gelangte schließlich eine Korvette aus Macau nach Timor. Zwar kam diese Verstärkung zu spät, um noch bei der Rebellion einzugreifen, doch das Geld und die Truppen an Bord wurden nun verwendet, um, wie Castro sagte, „unsere Dominanz zu konsolidieren, unsere Beamten in ihrer heiklen Lage zu stärken und die Ressourcen in unserer Kolonie für Wirtschaft und Industrie besser zu nutzen.“ Castro hatte Pläne, in jedem Königreich der Kolonie eine Kaffeeplantage zu errichten. Zudem gründete er in jedem Distrikt Militärposten, um die Souveränität der Liurais zu schwächen. Der Historiker Durand weist darauf hin, dass Castro trotz der brutalen Niederschlagung der Rebellionen, der Einführung von Zwangsarbeit und der rücksichtslosen Einteilung der Kolonie in zehn Militärkommandanturen ein Anwalt der Traditionen der Timoresen gewesen sein soll. Auch angesichts der ihm bewussten Fragilität der Kolonie bevorzugte er nur begrenzte Interventionen.

## Aufstand von Laga und Armeerevolte
1863 rief Dom Gabriel (Daholo), Liurai der Makasae von Laga seine Leute dazu auf, die Fintas nicht mehr zu zahlen und baute sein Dorf zu einer Befestigung aus. Major Cabreira wurde erneut entsandt, um ein Heer aufzustellen. Er bestach dazu einige Adlige, die Dom Gabriel untergeordnet waren. Im Juni 1863 wurde der Aufstand niedergeschlagen und das Dorf Laga niedergebrannt. Dabei wurde auch der ehemalige Rebellenchef von Laclo gefangen genommen. Der Liurai von Laleia nahm Dom Gabriel unter seinem Schutz, doch Krieger aus Vermasse töteten den Herrscher von Laga auf Befehl von Gouverneur José Manuel Pereira de Almeida (1863–1864), was zu Spannungen zwischen den beiden mit Portugal verbündeten Reichen und der Kolonialregierung führte.
Gouverneur Almeida beschwerte sich indes in einem Schreiben beim Gouverneur von Goa über Major Cabreiras Gebaren im Land. Almeida beschuldige Cabreira und mit Major José Caetano Barbosa einen weiteren europäischen Offizier „sich an schwerwiegenden Vergehen zu beteiligen; den Namen des Gouverneurs zu benutzen, um das Volk zu bedrohen und zu erpressen ... interne Kriege zu fördern, um abtrünnige Königreiche zu bestrafen - zum Beispiel Schießpulver und Kugeln nach Deribate zu schicken, um ihnen zu helfen, Krieg gegen Mau-Ubo (Mahubo) zu führen, als letzteres die Preise für Waren nicht so festsetzte, wie es der Major befohlen hatte. In sechs Jahren hat Cabreira 560.000 Rupiahs erpresst…“ Während Almeida aber 1864 resigniert sein Amt niederlegte und nach Lissabon zurückkehrte, blieb Cabreira weiter auf Timor im Dienst. Ein regierender Rat (Conselho Governativo) sollte die Verwaltung bis zum Eintreffen eines neuen Gouverneurs übernehmen.
Doch Almeidas diktatorischer Führungsstil und mangels Barmittel 14 Monate nicht ausgezahlter Sold hatten sowohl europäische als auch timoresische Mitglieder des Batalhão Defensor der Kolonialhauptstadt soweit aufgebracht, dass sie revoltierten. Sie setzten am 31. Mai 1864 den Rat ab. Der Capitão China und der aus Goa stammende Alferes Alexandre de Castro wurden umgebracht. Drei weitere Inder, der Interimsjustiziar und zwei Armeeoffiziere, die die Funktionen des Justiz- und des Zollministers ausgeübt hatten, mussten nach Batugade fliehen. Die Aufständischen setzten eine provisorische Regierung ein, die die Kolonie bis zum Eintreffen des neuen Gouverneurs kontrollierte. Almeidas Nachfolger José Eduardo da Costa Meneses (1864–1865), der zwei Monate nach Almeidas Abreise eintraf, ging davon aus, dass diese die Regierungskassen geleert hatte.

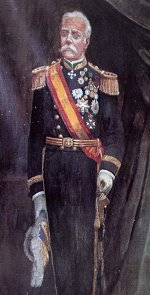
Francisco Teixeira da Silva (1865–1869)

Costa Meneses löste die Finanzprobleme, die zur Revolte geführt hatten, indem er eine Anleihe beim Generalgouverneur von Niederländisch-Indien aufnahm. Als Costa Meneses aufgrund einer Krankheit 1865 nach Lissabon zurückkehrte, wurde er dort vor Gericht gestellt, da er mit der Kreditaufnahme seine Kompetenzen überschritten hatte. Costa Meneses starb während des Verfahrens. Nun musste Francisco Teixeira da Silva (1865–1869) als Gouverneur die unliebsamen Folgen der Meuterei beseitigen. Beförderungen und Solderhöhungen durch seinen Vorgänger wurden zurückgenommen.
In Cotubaba (heute Tutubaba), an der Nordküste nahe Batugade, kam es 1865 zu einem Angriff auf portugiesische Truppen durch timoresische Krieger. Gleichzeitig vereinigten sich die Liurais von Cowa und Balibo zur Revolte gegen die Kolonialherren. Portugal reagierte mit dem Beschuss der Küste durch die 13 Geschütze der Dampfschiffkorvette Sa de Bandeira. Als Nächstes kam es 1866 in Fatumasi zum Aufstand. Bei der Niederschlagung wurden die Portugiesen diesmal vom Herrscher von Ermera unterstützt.

## Die Rebellion in  Leimea, Vemasse und Sanirin
Im Frühjahr 1867 erhoben sich die unter der Oberhoheit von Maubara stehenden Kemak aus Leimea. Gouverneur Teixeira da Silva schlug den Widerstand in einem ungleichen Kampf nieder. In der 48 Stunden dauernden entscheidenden Schlacht mussten sich die Rebellen gegen eine an Feuerkraft überlegene Übermacht wehren. 15 Dörfer wurden eingenommen und niedergebrannt. Die Anzahl der Opfer unter den Timoresen ist nicht bekannt, die Portugiesen bezifferten ihre eigenen Verluste mit zwei Toten und acht Verwundeten. Das Territorium Leimeas wurde auf die benachbarten Reiche aufgeteilt.
Im August 1867 rebellierten die Einwohner vom Reich von Vemasse, zu dem auch Laga gehörte. Die Krieger belagerten Lalcia. Teixeira da Silva beendete die Belagerung und schlug den Aufstand mit Hilfe der verbündeten Könige von Motael, Hera, Laculo (Lacoliu?) und Manatuto nieder. Der Liurai von Vemasse wurde durch seinen Stellvertreter, den Dato-hei, ersetzt, der einen Bündnisschwur ablegte. Zwar versprach er friedliche Beziehungen zu seinen Nachbarn, doch bereits 15 Jahre später sollte es zu Kämpfen zwischen Vemasse und Laleia kommen, wofür der Kommandant der Militärkommandantur verantwortlich gemacht wurde. Die nahegelegenen Reiche von Faturó (Futoro) und Sarau (Saran) wurden ebenfalls zu einem Bündnis mit Portugal bewegt. Im selben Jahr wurde auch ein Aufstand von Failacôr niedergeschlagen.
1868 entsandten die Portugiesen eine Streitmacht nach Sanirin (Sanir, Saniry) in der Militärkommandantur Batugade, dessen Liurai sich weigerte, Steuern zu bezahlen. Die Kemak von Sanirin waren offiziell Balibo tributpflichtig.
Dom Manuel dos Remédios, der Liurai von Laleia erhob sich im Krieg von Laleia zwischen 1878 und 1880 selbst gegen den portugiesischen Gouverneur und die katholische Mission.

## Die Rebellion in Cowa
Im Tetum-Reich von Cowa brodelte der Widerstand schon seit mehreren Jahren, doch mit einer großangelegten militärischen Offensive sollte 1868 nun auch dieses Gebiet befriedet werden. Das Herrschaftsgebiet Cowas reichte bis zur Nordküste und in das Gebiet des niederländischen Westtimors. Der Umstand, dass Cowa auch von Herrschern aus dem Westteil der Insel unterstützt wurde, beunruhigte die Portugiesen zusätzlich. Das Fort von Batugade, das sich bereits auf dem Gebiet von Cowa befand, wurde zur Basis der portugiesischen Militärexpedition, die aus Truppen aus Dili und irregulären Einheiten aus Manatuto, Viqueque und Luca bestand. Am 20. August 1868 zerstörten die Portugiesen drei befestigte Siedlungen der Widerständler. Das Hauptquartier wurde mit Artillerie und Raketen bombardiert, was dort zu einer hohen Zahl an Opfern führte. Die portugiesische Seite hatte nur einen Toten und einen Verletzten zu beklagen.
Da es aber im Laufe eines Monats nicht gelang, weitere gut befestigte Forts der Rebellen einzunehmen, mussten sich die Portugiesen bis nach Batugade zurückziehen. Auf portugiesischer Seite gab es 83 Tote, darunter den Anführer der einheimischen Truppen aus Laclo. Teixeira da Silva entsandte daraufhin eine Verstärkung von 1200 Mann aus regulären Truppen, loyalen Moradores, Kriegern der Liurais von Barique, Laleia, Ermera, Cailaco und Alas sowie zwei Haubitzen. Cowa sollte mit 800 Mann aus dem Norden Batugades und mit einer ähnlich großen Streitmacht aus der anderen Richtung eingeklammert werden. Wieder einen Monat später wurden weitere Truppen aus Oecussi, Ambeno, Cailaco und Ermera nach Batugade gebracht.
Zwar gab es an dem Erfolg der Portugiesen nie wirklich Zweifel, doch wollte der neue Gouverneur João Clímaco de Carvalho einen symbolträchtigen Sieg. Im Mai 1871 traf er mit seinem Gefolge in Batugade ein, um sich mit den Königinnen von Cowa und von Balibo zu treffen. Balibo stand damals auf Seiten Cowas. Die Zeremonie der Unterwerfung sollte nach Carvalhos Willen „feierlich sein und allen formalen Bräuchen folgen“. Die Königin von Balibo, Dona Maria Michaelia Doutel da Costa, und ihr Gefolge erreichten Batugade pünktlich am 29. Mai, doch die Königin von Cowa, Dona Maria Pires, erschien nicht. Dona Maria Michaelia unterzeichnete am 1. Juni 1871 die ihr vorgelegten Vereinbarungen, die eine Unterwerfung Balibos als Vasallen Portugals bedeuteten. Balibo stimmte damit zu, Portugal Steuern zu bezahlen und Waffenhilfe zu leisten. Cowa erkannte die Vorherrschaft Portugals erst 1881 an.

## Die Revolte der Moradores

Ein Morador, 1909

Gouverneur Alfredo de Lacerda Maia, der 1885 sein Amt antrat, wird als „jung, enthusiastisch, fleißig und anscheinend ehrlich“ beschrieben; ein Gouverneur, der die brachliegende Kolonie vorwärts bringen wollte. In Zusammenarbeit mit einigen Liurais versuchte er, den Kaffeeanbau wiederzubeleben. Mehrfach reiste er in das Inselinnere, zu den verstreuten portugiesischen Posten an der Nordküste und an die Südküste der Insel, die in den Jahren zuvor von den Portugiesen nahezu aufgegeben worden war.
Zwischen Mai und Juni 1886 musste Maia sich mit einer Revolte Maubaras herumschlagen. Noch zu Beginn seiner Amtszeit verfügte er nur über 50 europäische Soldaten, 150 Mosambikaner und acht Kanonen, aber bei der Expedition gegen Maubara wurden erstmals Hinterladergeschütze verwendet, deren Konstruktion ein schnelleres Feuern ermöglichte. Eine wirkliche Befriedung gelang nicht, aber es war auch keine Niederlage der Portugiesen zu verzeichnen, wie es sie in der Vergangenheit mehrmals gegen Maubara gegeben hatte.
Der Historiker Pélissier lobt Maia für seine Leistungen in der Verwaltung der portugiesischen Besitzungen an der Nordküste der Kolonie, nennt aber die Berufung des Unterleutnants (Alferes) Francisco Ferreira zu seinem Sekretär als entscheidenden Fehler. Ferreira war bereits 1879 durch Gräueltaten im Krieg von Laleia aufgefallen. Als Kolonialoffizier blickte er verächtlich auf die Moradores herab, ohne die aber Portugal in seiner Kolonie militärisch nicht hätte überleben können. Es waren Timoresen, die von portugaltreuen Liurais rekrutiert wurden, ohne dafür von den Portugiesen einen Sold zu erhalten. Gruppen von ihnen waren in Dili, Batugade und Manatuto stationiert. Die mosambikanischen Soldaten waren gewaltsam Deportierte, die ständig betrunken waren und weder richtig Portugiesisch, noch die Handhabung der Remingtongewehre verstanden. Die Europäer waren aufgrund ständiger Krankheit durch das ungesunde Klima ohnehin nicht zu gebrauchen.
Als Dom Lucas Barreto Martins, der Liurai von Motael, Unterleutnant Ferreira bat, er möge zwei inhaftierte arabische Händler an ihn ausliefern, da sie als Bürger von Motael der Gerichtsbarkeit von Martins unterlagen, weigerte sich Ferreira. Dann griff er nach der Kehle des Herrschers und schubste ihn. Ferreira drohte Martins, er werde ihm die Congos anhängen. Schon alleine diese Behandlung des Herrschers eines der ältesten Verbündeten der Portugiesen auf Timor führte zu viel Empörung. Als Oberst José da Cunha, der Befehlshaber der Moradores, Ferreira erneut um Übergabe der Araber bat, wurde er noch brutaler unter Schlägen zurückgewiesen. Beschwerden über das Verhalten seines Sekretärs wurden von Gouverneur Maia kalt abgewiesen. Er weigerte sich gar diesen überhaupt Gehör zu schenken. Später hieß es, Ferreira hätte Maia zu diesem Handeln bewegt. „Solche Gruppenvertretungen seien in der Zeit früherer Gouverneure nicht erlaubt gewesen.“ So entschlossen sich hundert Moradores dem Sekretär aufzulauern.
Zum Unglück von Maia stießen die Moradores am 3. März 1887 bei ihrem Hinterhalt auf der Straße zwischen Dili und Lahane nicht auf den Sekretär, sondern auf den Gouverneur. Er war in einem rikschaähnlichen Karren unterwegs, den zwei Timoresen zogen, als er auf die wütende Gruppe traf. Seinen Befehl zu verschwinden, gehorchten sie nicht und als Maia zu seinem Revolver griff, stürzte der Mob sich auf ihn. Als Maia schwer verletzt zu fliehen versuchte, entschieden sie sich, ihm den Gnadenstoß zu geben. Allein das timoresische Ritual der Enthauptung blieb ihm erspart. Zwei Offiziere der Moradores befürchteten, man würde die mystische Verbindung zur portugiesischen Krone abtrennen, was die Insel erschüttern würde.
Die portugiesischen Beamten waren von dem Mord so sehr erschüttert, dass sie den Belagerungszustand für Dili ausriefen und Kanonen und Maschinengewehre auf den Straßen postierten. Die Moradores stellten eigentlich die Leibgarde des Gouverneurs und waren die Hauptmacht der Verteidigungskräfte der kolonialen Hauptstadt. Laut späterer Presseberichte in Macau fiel Dili in „totalen Terror“, während die Mörder tatsächlich aber in die Berge flohen. Ferreira wurde unter den Schutz des Missionsvorstehers gestellt und verließ am nächsten Tag an Bord eines Dampfers Dili in Richtung Surabaya. Von dort aus verständigte man die vorgesetzten Kolonialbehörden in Macau über die Vorkommnisse per Telegramm. Diese entsandten ungewöhnlich schnell eine Truppe von hundert europäischen Soldaten, acht Unteroffizieren und einem Oberst, die am 29. März in Dili eintraf. Zu diesem Zeitpunkt befanden sich in der Kolonie nur etwa 100 bis 150 europäische Soldaten; dazu kamen in etwa genauso viele Moradores und indische Soldaten. Zur weiteren Unterstützung wurden später die Kanonenboote Rio Tâmega (1887), Tejo (1888) und Rio Lima (1890) nach Timor entsandt. Zu einem allgemeinen Aufstand kam es aber nicht, auch wenn sich die Anspannungen und Unruhen auf die benachbarten Reiche ausdehnte. So gab es lautstarke Demonstrationen gegen unbeliebte Militärkommandanten, die als Administratoren der einzelnen Regionen dienten und denen man lautstark Verbrechen vorwarf. In Liquiçá versammelten sich Krieger vor der Residenz von Unteroffizier Lucio, ebenso in Manatuto bei Alferes Tito. Lucio wurde schnell nach Dili zurückgerufen und vor Gericht gestellt und Tito nach Viqueque versetzt. Körperlich wurde aber niemand angegriffen.
Die Moradores, die vor der im April auf der Rio Tâmega eingetroffenen Verstärkung in die Berge geflohen waren, plünderten in der Umgebung der Hauptstadt, doch die Kolonialregierung zögerte, gegen sie vorzugehen. Pater João Gomes Ferreira, der Pfarrer von Dili, verhandelte dann mit den Rebellen. Oberst José da Chunha und ein paar andere Männer nahmen die Schuld auf sich und ergaben sich.
Der Mord führte zu heftigen Kontroversen über die Schuldfrage zwischen Marine, Armee, der katholischen Mission, den Gegnern der Monarchie, den Freimaurern, den Einwohnern Macaus, den Portugiesen in Europa, der Presse und vielen anderen. Der neue Gouverneur António Francisco da Costa (1887–1888), der im August in Dili eintraf, begann mit einer großangelegten Untersuchung. Schnell war der Sekretär Ferreira als Verursacher der Unruhen ausgemacht. Schwieriger war festzustellen, ob er alleiniger Schuldiger oder nur Sündenbock war. Die Rädelsführer der Revolte waren in die Hügel geflohen, so dass das Militär Suchaktionen in Liquiçá durchführen musste. Unruhen gab es auch in verschiedenen Reichen, vor allem in Manatuto. Schließlich wurden die Verdächtigen eingefangen, auf dem Kanonenboot Rio Lima nach Macau gebracht und im berüchtigten Fortaleza do Monte eingekerkert. Einige Timoresen, wie Dom Lucas Barreto Martins wurden in Goa vor Gericht gestellt. Die Beteiligung des Liurais an dem Komplott wurde zwar vermutet, aber nie bewiesen. Es war durchaus üblich, dass die Liurais ihren Kriegern erlaubten, Beleidigungen gegen sie zu rächen, und zwar angeblich aus eigenem Antrieb, während sie sich scheinbar abseits hielten. Pater Ferreira versuchte ihn zu entlasten, indem er behauptete, dass Martins von der Ermordung Maias noch nicht erfahren hatte, als der Pater mit der Nachricht zu ihm kam. Der wenig brillante Verteidigung des Paters verdankte Martins schließlich, dass er in Goa vor Gericht landete. Immerhin wurde Martins von jeglicher Verantwortung freigesprochen und blieb weiterhin Liurai von Motael und damit einer der mächtigsten Timoresen der portugiesischen Kolonie. Die Historikerin Katharine Davidson kommentierte diesen Umstand damit, dass dies ein Beweis sei, „dass ein lebender, mächtiger Liurai für die portugiesische Verwaltung in Dili wichtiger blieb als ein toter, schlecht beratener Gouverneur.“
Als Mörder von Gouverneur Maia wurde später Oberst José da Cunha ausgemacht. Er führte in seiner Verteidigung seine Leistungen im Dienste der Kolonialregierung an und forderte daher eine Milderung der Strafe. Es fällt auf, dass in seinem Fall kein Mitglied des Klerus ihn dabei unterstützte. Außerdem erklärte er, „die Timoresen lassen sich nicht wie Hunde behandeln“. Gemeint waren damit nicht die Schläge von Unterleutnant Ferreira, sondern der Karren des Gouverneurs, der von zwei Timoresen gezogen wurde, die eigentlich zur Wache der Residenz gehörten.
Gouverneur António Francisco da Costa strukturierte die Truppe der Moradores um. Neuer Oberbefehlshaber wurde Oberst Albino António Ribeiro, der sich aus der Verwicklung in das Attentat herausgehalten hatte. Eine Zeremonie wurde durchgeführt, bei der alle mit Portugal verbündeten Liurais nochmals ihren Vasallenstatus erklären sollten. Die 13 Liurais repräsentierten ein Herrschaftsgebiet entlang der Nordküste östlich von Dili, dann hinab in das östliche Zentrum der Insel, bis fast an die Südküste bei Barique. Von hier konnte Portugal Krieger rekrutieren, im Kampf gegen die Reiche im Süden und Westen in den 1890er-Jahren, auch wenn sich die Portugiesen nie vollständig der Loyalität sicher sein konnten.

## Die Revolte von Maubara

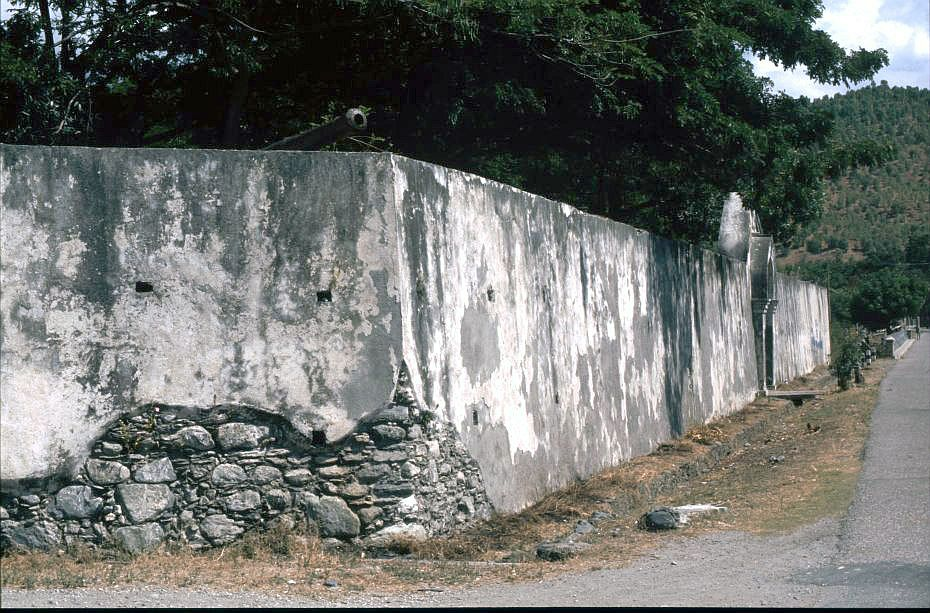
Das Fort Maubara

Gouverneur António Francisco da Costa versuchte die militärische und administrative Kontrolle Portugals über seine Kolonie auszuweiten, unter anderem durch ein effektiveres System zur Steuereintreibung. Damit zog die Kolonialverwaltung weiter die Wut der Liurais auf sich, die sich schließlich unter Gouverneur Cipriano Forjaz 1893 in der Revolte von Maubara entlud. Der Herrscher von Maubara griff die Militärposten Dato und Vatuboro (Fatuboro) an und tötete dabei mehrere Soldaten. Gleichzeitig bot er den Niederländern an, sich wieder unter ihre Oberhoheit zu stellen, wie es bereits vor 1859 gewesen war. Gouverneur Forjaz forderte daraufhin das Kanonenboot Diu zur Unterstützung an. Neueren Forschungen nach soll der portugiesische Unterleutnant Francisco Duarte die Rebellion angestiftet haben, in der er bei ihrer Niederschlagung durch die Presse in Macau bekannt wurde. Außerdem seien Beschwerden aus Maubara gegen einen lokalen portugiesischen Offizier wegen Korruption und Amtsmissbrauch vom Gouverneur ignoriert worden. Die Timoresen hätten sich dann an die Niederländer in Atapupu gewendet, doch wurde das Hilfsgesuch abgelehnt, so dass Maubara schließlich gegen die Portugiesen rebellierte.
Die Diu brauchte für die Strecke von Macau nach Dili nur acht Tage und traf am 21. Juni ein. Nur wenige Jahrzehnte zuvor wäre eine solch schnelle Reaktion nicht möglich gewesen. Kurz darauf beschoss die Diu Vatuboro mit ihren Krupp-Kanonen und Hotchkiss-Schnellfeuergeschützen. Danach wurde Dato beschossen und ein Landekommando abgesetzt. Es bestand aus 37 afrikanischen Soldaten, 220 Kriegern aus Liquiçá, 60 aus Maubara, 96 Moradores und 204 weiteren Soldaten. Dem Herrscher von Atabae, der ebenfalls rebellierte, wurde ein Ultimatum gestellt. Am 14. Juli willigte er ein und schwor dem König von Portugal Treue. Atabae musste Entschädigungen in Form von Geld, Büffeln und Schweinen an Portugal und Cotubaba zahlen. Im November bestätigte Maubara in einem schriftlichen Vertrag seinen Vasallenstatus gegenüber Portugal.
Die Folgen des Massakers in Maubara reichten weit über die bloße Zahl der durch die Kämpfe Umgekommenen hinaus. Denn durch die verwesenden Leichen und Tierkadaver brach in Maubara, aber auch in Tibar, Atapupu und auf Alor die Cholera aus. Einen Zusammenhang zwischen Kämpfen und Ausbruch der Seuche kennt man auch von den Kolonialkriegen der Niederlande auf Sumatra gegen die Padri und Aceh und jener der Briten in Ägypten.

## Der Krieg von Manufahi

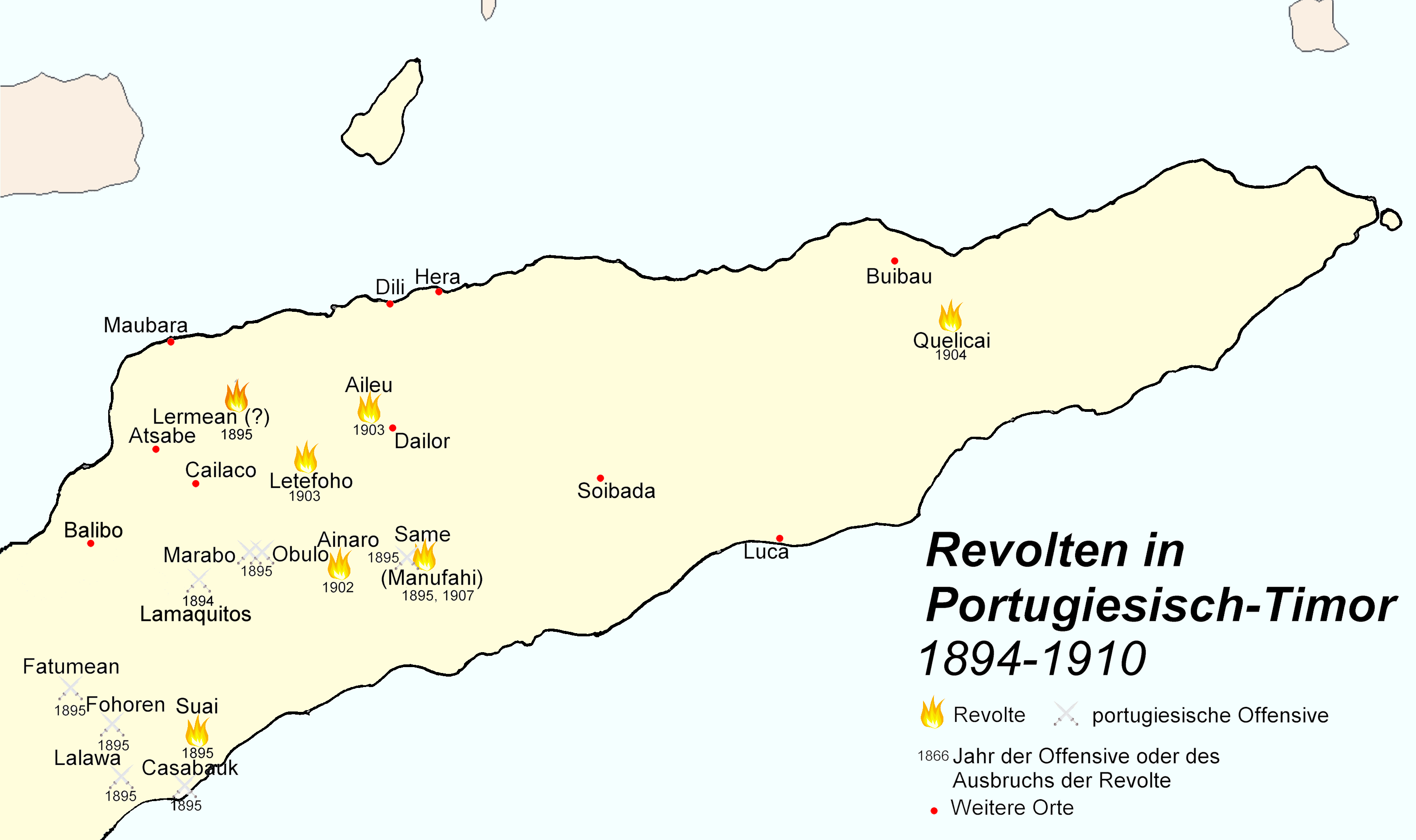
Portugiesisch-Timor 1894 bis 1910

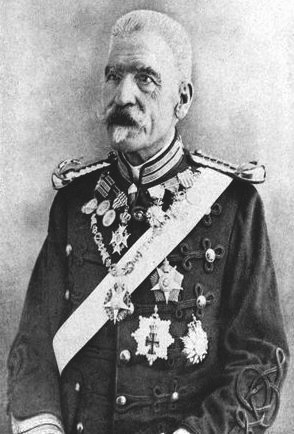
José Celestino da Silva

Der portugiesische Gouverneur José Celestino da Silva führte nach Amtsantritt die Festigung der portugiesischen Herrschaft fort. Mit verschiedenen Reichen wurden weitere schriftliche Verträge über ihren Vasallenstatus geschlossen, so mit Hera und Dailor im Januar 1894 und Buibau (Boebau) und Luca im April 1896. Der Wert dieser Verträge war allerdings fragwürdig, vor allem wenn sie unter Druck zustande kamen. In der ganzen Kolonie wurden neue Militärposten gegründet.
Zudem startete Celestino da Silva drei Offensiven gegen verschiedene Reiche, die ersten von über 20 Feldzügen in seiner Amtszeit. Dafür standen ihm 12.350 timoresische Soldaten zur Verfügung, die von nur 28 Europäern kommandiert wurden. Im Oktober 1894 kämpfte er gegen Lamaquitos, Agassa, Volguno und Luro-Bote und im März 1895 gegen Fatumean, Fohorem, Lalawa, Casabauc, Calalo, Obulo und Marobo (Marabo). Unterleutnant Francisco Duarte führte zunächst die Operation gegen Obulo und Marobo, die gedroht hatten zu den Niederländern überzuwechseln. Duartes Angriff scheiterte, so dass er im April Verstärkung aus Dili bekam. 6000 zusätzliche Moradores und Artillerie wurden unter dem Kommando von Hauptmann Eduardo da Câmara herangeschafft, der bereits in Indien und Mosambik Erfahrungen gesammelt hatte. Die beiden timoresischen Reiche erhielten Unterstützung aus Cailaco, Atabae, Baboi, Balibo und Fatumean. Erst Ende Mai konnten die Portugiesen Obulo schlagen. Durch den Erfolg angespornt rückte Câmara weiter nach Cowa vor, ohne auf die bereits nahe Verstärkung zu warten. Dort wurde im September 1895 seine Truppe von den Timoresen aufgerieben, auch alle europäischen Offiziere kamen ums Leben. Câmara wurde enthauptet. In den folgenden Monaten kamen weitere 300 afrikanische Soldaten nach Timor und Gouverneur Silva startete einen aggressiven Befriedungskrieg. Leutnant Duarte und Hauptmann Francisco Elvaim kommandierten die Strafexpedition mit fast 6.000 Mann, inklusive 40 Portugiesen. Cotubaba wurde dem Erdboden gleichgemacht. Aus Sulilaran hatten alle Einwohner ihre Besitztümer zurückgelassen und waren geflohen. Der Liurai von Balibo ergab sich sofort. Das zu Sanirin gehörende Dorf Dato-Lato (anderer Quelle nach Dato-Tolo) wurde in der Nacht vom 17. August 1896 vernichtet, weil man hier den geflohenen Herrscher von Cotubaba vermutete. Angesichts der hunderten Tote dort, zogen die mit den Portugiesen verbündeten Herrscher von Atsabe und Deribate ihre Truppen ab. Die Einwohner von Cowa flohen nach Westtimor. Im rituellen Zentrum fanden die Portugiesen den Kopf Câmaras und anderer an einem Baum hängen. Gouverneur Silva entsandte nun Leutnant Duarte nach Deribate, um es für seine Desertation zu bestrafen. Das folgende Massaker kostete über 400 Menschen das Leben. Die Reiche von Deribate, Cotubaba, Sanirin und Cowa wurden 1897 für aufgelöst erklärt. Sanirin wurde Balibo unterstellt, Cowa unter direkte portugiesische Verwaltung und die anderen drei Reiche aufgeteilt unter Ermera, Mau-Ubo, Atsabe, Cailaco und Leimea. Große Teile Cowas blieben über 30 Jahre entvölkert.
Im August 1895 wandte sich Silva auch gegen das Reich von Manufahi, als dieses sich weigerte, die Fintas zu zahlen und Fronarbeit zu leisten. Der Liurai von Manufahi, Dom Duarte, vereinigte sich daraufhin mit den Herrschern aus Raimea (Raemean, Raimean) und Suai und weiteren Gebieten zum Widerstand durch einen Blutpakt. Boaventura, Sohn von Dom Duarte, wurde nach Cailaco, Atsabe, Balibo und in andere Reiche geschickt, um weitere Bündnisse zu schließen. Bevor Celestino da Silva seine Truppen mobilisiert hatte, gelang es Dom Duarte, eine Kolonne mit mehreren hundert in portugiesischem Dienst stehenden Soldaten zu schlagen und ihre Waffen zu erbeuten. Das Fort Conselheiro Jacinto Cândido in Batugade wurde zeitweise von Rebellen aus Fatumean besetzt, während die eigentlich dort stationierten Truppen an einem anderen Ort kämpften. Noch im September 1895 wurden in einer dreitägigen Schlacht Fatumean und seine beiden Verbündeten des Uma Tolu von den Portugiesen besiegt und zur Vasallenschaft gezwungen.
Nach Manufahi schickte Portugal eine Streitmacht mit 3000 Kämpfern. 50 Tage lang wurde gekämpft, ohne dass eine Seite den Krieg für sich entscheiden konnte. Die Regenzeit beendete vorerst die Kämpfe. Wieder erklärte Dom Duarte 1896 seine Bereitschaft die Fintas zu bezahlen und erlaubte auch die Errichtung eines portugiesischen Militärpostens auf seinem Territorium. Allerdings weigerte er sich in der Kolonialhauptstadt Dili dem Gouverneur den Treueschwur zu leisten. Die Kolonie kam nicht zur Ruhe. Am 17. Juli 1899 fiel Leutnant Francisco Duarte bei der Belagerung von Atabae. Weil der finanzielle Aufwand hoch war, verlangte Celestino da Silva 1896 von der damals zuständigen kolonialen Regierung in Macau 15.000 bis 20.000 Patacas, um die Kosten für die Munition, die gegen die Rebellen eingesetzt wurde, decken zu können. Der spätere Gouverneur Teófilo Duarte (1926–1928) kritisierte, dass Celestino da Silvas Militärexpeditionen „eine enorme Summe an Geldern“ gekostet hätten und solche besonderen Sicherungsmaßnahmen „in keiner anderen Kolonie existieren“.
Dom Duarte indes zahlte bis September 1900 weiterhin seine Abgaben nicht und ließ auch keinen Stützpunkt der Portugiesen auf seinem Land zu. Gouverneur Celestino da Silva versammelte daher eine Streitmacht mit 100 Offizieren, 1500 Moradores und 12.300 timoresischen Kriegern. In drei Kolonnen zog man nun gen Süden gegen Manufahi und seine Verbündeten. Am 18. Oktober wurde Maubisse eingenommen, am 26. Oktober Letefoho. Vier Tage benötigte man, um Babulo zu besiegen. Dom Duarte verschanzte sich auf dem Berg Leolaco. Vom 6. bis zum 19. November zogen sich Angriffe und Gegenangriffe hin. Bei den Portugiesen brachen Pocken und Ruhr aus. Dom Duartes Männer waren an der Cholera erkrankt und litten an Wassermangel. Angesichts der drohenden Niederlage erklärte Gouverneur Celestino da Silva am 21. November, er wolle Gnade gewähren und kehrte zurück nach Dili. Dom Duarte dankte im Gegenzug zu Gunsten seines Sohnes Boaventura als Liurai ab. Für Celestino da Silva war dieser Kompromiss angesichts der Zähigkeit des timoresischen Widerstandes akzeptabel. Celestino da Silva erließ Manufahi die Steuerschuld der vergangenen Jahre, verlangte dafür aber eine große Menge an Sandelholz, was er schneller zu Geld machen konnte, als landwirtschaftliche Erzeugnisse oder Vieh.

Timoresische Krieger zwischen 1890 und 1910

Celestino da Silva war der Ansicht, dass man zukünftige Kriege nur verhindern könnte, wenn Militär, zivile Beamte und auch die Missionare gute Arbeit leisten würden. Er gründete daher in verschiedenen Teilen der Kolonie Schulen, in denen der Bevölkerung Grundlagen der Landwirtschaft beigebracht wurden, um diese beim Kaffeeanbau anzuwenden. Nach Macau richtete Celestino da Silva eine regelmäßige Schiffsverbindung ein und ließ ein Telefonnetz in der Kolonie errichten. Außerdem wurden neue Märkte gegründet. Unter Celestino da Silva wurde die bisher in Naturalien erhobene Distriktsteuer in eine Kopfsteuer umgewandelt. Es entstanden private Plantagen- und Handelsgesellschaften.
Weitere Rebellionen brachen aus: in Ainaro (1902), Letefoho und Aileu (1903), Quelicai (1904) und schließlich wieder in Manufahi (1907). 1908 entschied sich Portugal, den Liurais die Autorität zu entziehen und die Gerichtsbarkeit in die Hände der kolonialen Verwaltung zu legen. Die neue portugiesische Administration baute auf der einheimischen Ebene unterhalb der Liurais auf, dem Suco. Die Wahl (oder besser gesagt, die Bestätigung) der Führer der Sucos war abhängig von der Genehmigung durch die Portugiesen. Aus einer Gruppe von Sucos wurde ein Posto bestimmt und diese Postos wurden in einem Concelho (Rat) versammelt. Dieser Concelho überwachte die Postos durch die portugiesische Verwaltung. Die Umorganisation sollte die traditionellen Strukturen zerbrechen und den Einfluss der Familienclans zerstören, eine Methode, die bereits in Portugals afrikanischen Kolonien erfolgreich benutzt worden war.
Doch die politische und administrative Neustrukturierung veränderten weder die lokale Ideologie, noch den Alltag. Die Führer der Sucos brauchten immer noch die Unterstützung und das Wissen der Liurais und ihrer verwandtschaftlichen Verbindungen. Traditionelle Hierarchien blieben bestehen, unterstützt durch lokale Traditionen und Weltanschauungen. So entstand ein System auf zwei Ebenen – einer kolonialen und einer einheimischen, traditionellen. Zudem schienen die Timoresen immer rebellischer zu werden, je weiter man das kulturfremde Arbeitssystem „Geld für Arbeit“ einführte.

## Die Rebellion von Manufahi

### Der Sturz der Monarchie in Portugal

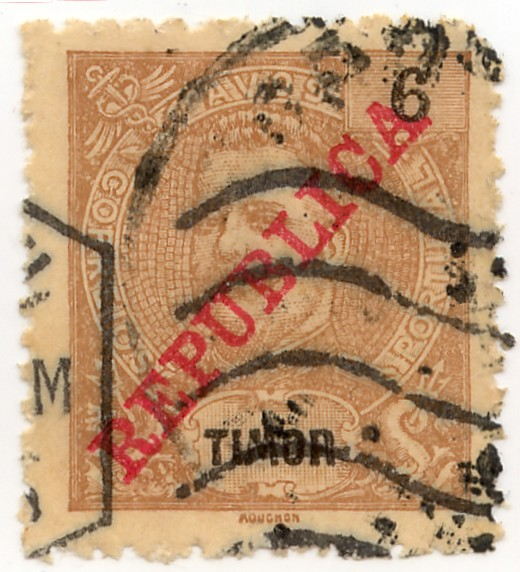
Briefmarke Portugiesisch-Timors mit Bild von König Carlos I., überstempelt mit dem Wort „REPUBLICA“

Den Prolog zur Rebellion von Manufahi bildete der Sturz der Monarchie und die Ausrufung der Republik in Portugal am 6. Oktober 1910. Nachdem erste Gerüchte die Runde machten, erreichte am 7. Oktober 1910 ein Telegramm mit der offiziellen Meldung über die neue Regierung Dili. Am nächsten Tag wurde sie nochmals durch den portugiesischen Kreuzer São Gabriel bestätigt, der im Hafen von Darwin lag. Gouverneur Alfredo Cardoso de Soveral Martins gab am 30. Oktober öffentlich die Ausrufung der Republik offiziell bekannt; die blau-weiße Flagge des royalen Portugals wurde eingeholt und die neue grün-rote Flagge Portugals wurde unter Abfeuern von 21 Schuss Salut gesetzt. Es dauerte bis zum 5. November, die Verwaltung auf die neue Situation umzustellen. Das beinhaltete vor allem das Erscheinungsbild und die Hoheitszeichen, wie Briefköpfe offizieller Schreiben, Symbole an Verwaltungsgebäuden, militärische Uniformen und Ähnliches. Eine Ausnahme bildeten die Pataca-Banknoten, die mit den royalen Symbolen noch bis 1912 im Umlauf blieben. Soveral Martins verließ Dili Anfang November, nachdem seine Frau auf tragische Weise verstorben war. Das Amt wurde von Soveral Martins Sekretär, Kapitän Anselmo Augusto Coelho de Carvalho, protokollarisch weitergeführt. Ihn ersetzte am 22. Dezember, ebenfalls protokollarisch, Kapitän José Carrazeda de Sousa Caldas Vianna e Andrade. Doch die Veränderungen waren nur für die Stadtbevölkerung und die europäisch ausgebildeten Timoresen spürbar. Die Landbevölkerung bemerkte keine Unterschiede und die Liurais wurden durch die Abschaffung der Monarchie eher verwirrt. Sie schöpften einen Teil ihres Herrschaftsanspruchs aus heiligen Objekten (Lulik), die im Besitz der Herrscherfamilien waren. Als die Portugiesen die Timoresen unterwarfen, übergaben sie den Liurais als Vasallen die weiß-blaue portugiesische Flagge, die in den Augen der Timoresen genauso wie der Flaggenmast selbst zu heiligen Objekten wurden, welche die Herrschaft der Portugiesen und der ihnen treuen Liurais legitimierten. Der Flaggenwechsel führte daher aus Sicht der Timoresen zu einem Machtverlust. Zusätzliches Chaos verursachte die Vertreibung der jesuitischen Missionare, die ebenfalls in den Augen der Timoresen als heilige Männer eine Quelle des Machtanspruchs der Portugiesen darstellten. Die anti-klerikalen Strömungen in Portugal hatten auch in Dili unter den Europäern und assimilierten Timoresen fruchtbaren Boden gefunden. Es bildeten sich einige republikanische Zellen und sogar eine Freimaurerloge. Am 23. Dezember wurden die Jesuiten auf Weisung aus Dili aus Soibada vertrieben, was letztlich einen Rückschlag für die Portugiesen in der Region bedeutete.
Die Revolution und ihre Ziele waren den Liurais schwer zu vermitteln. Zudem arbeiteten einige Beamte vor Ankunft des neuen Gouverneurs Filomeno da Câmara de Melo Cabral (1911–1917) gegen die Idee der Republik. Weitab des Mutterlandes waren viele Portugiesen in der Verwaltung weitaus konservativer. Und auch die Niederländer unterstützten antirepublikanische Strömungen bei den Timoresen, indem sie Bilder der niederländischen Königin Wilhelmina verteilten. Zudem sahen die Niederlande in der unübersichtlichen Situation eine Chance, sich das umstrittene Territorium von Lakmaras mit europäischen und javanischen Truppen anzueignen. Die Liurais fürchteten den Verlust vieler Privilegien. Nach den republikanischen Idealen könnten sie keine lokalen Steuern mehr erheben oder Fronarbeit verlangen und die Söhne der Liurais hätten nicht mehr das alleinige Recht unter den Timoresen, die kolonialen Schulen zu besuchen.

### Der Beginn

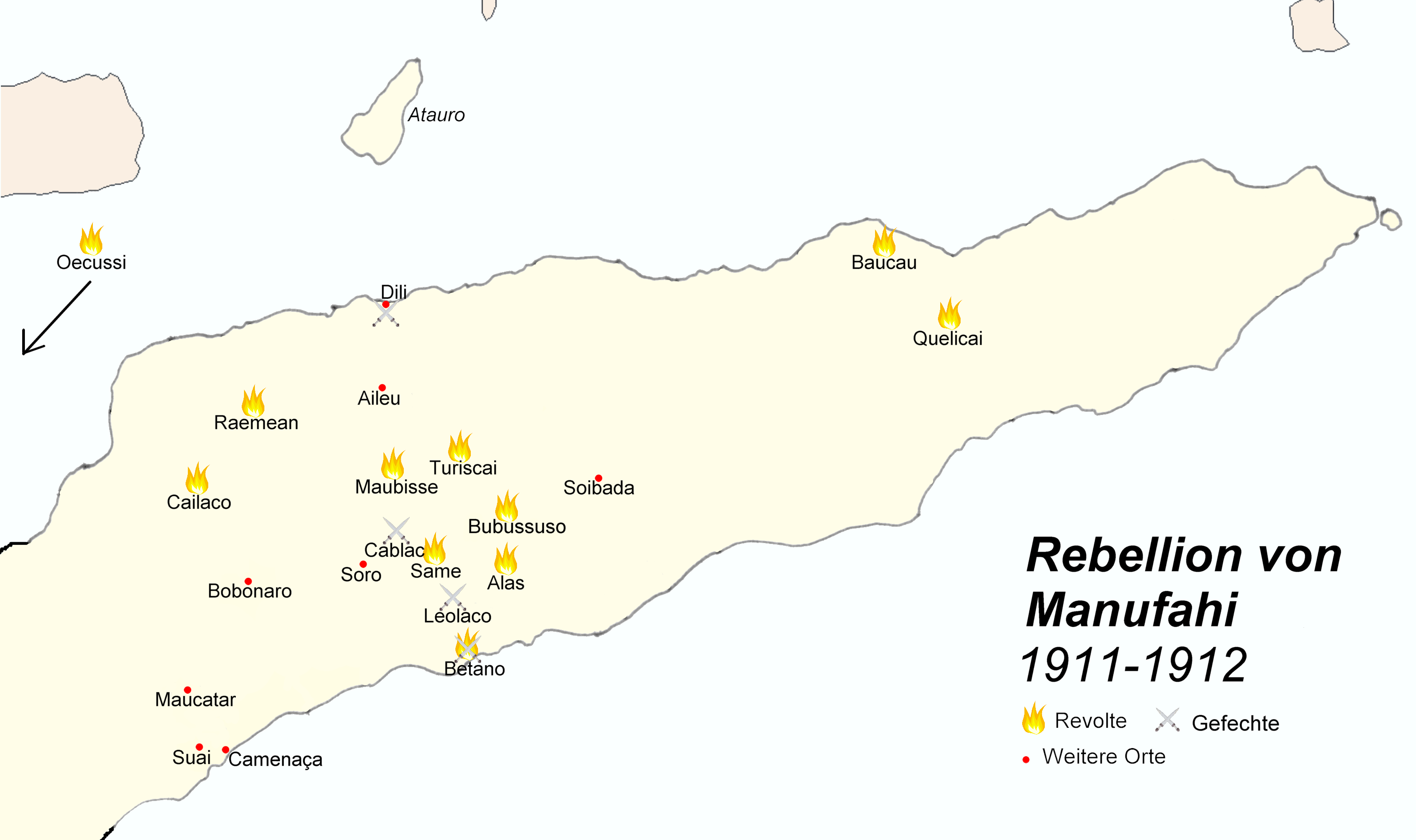
Rebellion von Manufahi 1911 bis 1912

Boaventura, Liurai von Manufahi

1911 erhob sich Boaventura ein letztes Mal gegen die portugiesischen Kolonialherren. Die Rebellion von Manufahi oder auch die Boaventura-Rebellion war wahrscheinlich die blutigste, auf jeden Fall aber der Aufstand, der am tiefsten im Gedächtnis Osttimors verankert ist, zumal er durch koloniale Berichte, offizielle Meldungen, Zeitungsartikel und Augenzeugen besser dokumentiert ist als jede Rebellion zuvor. Auch in der portugiesischen Kolonialgeschichte ist sie eine der größten Erhebungen überhaupt. Damals hatte das Reich von Manufahi etwa 42.000 Einwohner, nur etwas weniger als die heutige Gemeinde Manufahi. Hauptort war bereits damals Same. Die Bevölkerung ernährte sich vom Getreide- und Obstanbau, daneben wurden Pferde und Schafe gezüchtet und Kaffee und Tabak angebaut. Die Region war bekannt für herausragende Leder-, Gold- und Silberarbeiten.
Die Forderungen aus der Kopfsteuer von 1910 überstiegen die Möglichkeiten von Manufahi. Als im Oktober 1911 eine weitere Erhöhung durch Gouverneur Filomeno da Câmara vom portugiesischen Kommandanten von Suai angekündigt wurde, forderten Boaventura und einige andere Liurai der Region ein Treffen und die Abberufung des Kolonialbeamten. Die Kopfsteuer sollte von einem auf zwei Patacas und zehn Avos erhöht werden. Dazu kam noch das Verbot für Einheimische, Sandelholz zu schlagen, eine Steuer von zwei Patacas pro gefälltem Baum, die Registrierung des Viehbestandes und von Kokospalmen und eine Steuer von fünf Patacas für die Schlachtung von Tieren für Festlichkeiten. Am 5. Oktober, dem Jahrestag der Proklamation der Republik, zu dem Gouverneur Cabral alle Liurais und Datos zu einer Feier nach Dili geladen hatte, versammelten sich mehrere Herrscher in einem Vorort von Dili. Laut zeitgenössischen, portugiesischen Berichten planten sie eine Verschwörung, bei der alle Europäer ermordet werden sollten. Die Anwesenheit eines englischen Handelsschiffs im Hafen von Dili soll sie von ihrem Plan abgebracht haben.

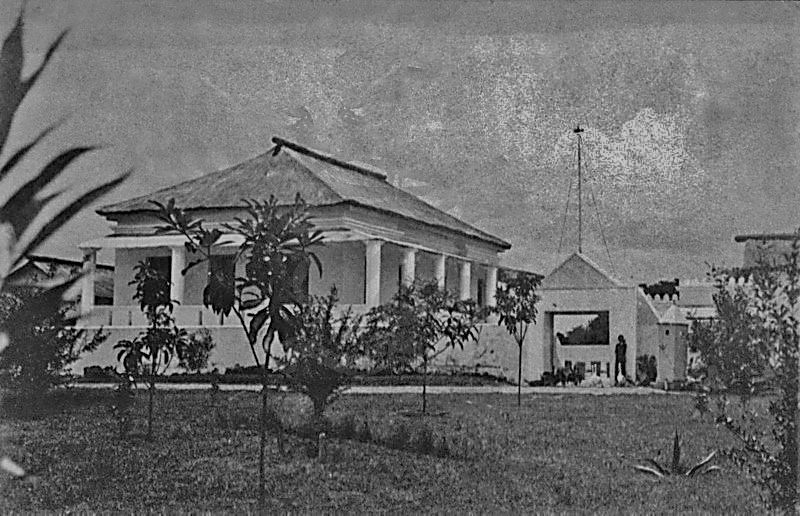
Der portugiesische Militärposten in Same (1908)

Aufgrund der bedrohlichen Situation wurde der portugiesische Posten in Suai am 8. Dezember evakuiert. Ein mosambikanischer Soldat, der Meldungen nach Bobonaro bringen sollte, wurde auf dem Weg dorthin umgebracht. Als der eigentliche Beginn der Rebellion gilt der 24. Dezember. An diesem Morgen wurde der Militärposten Same von einigen Männern Boaventuras angegriffen. Leutnant Luís Álvares da Silva, der Kommandant des Postens, zwei weitere portugiesische Soldaten und ein portugiesischer Zivilist wurden umgebracht. Silvas Frau, die gerade ihren Sohn stillte, wurde aus dem Posten herausgezerrt und man legte ihr den Kopf ihres Mannes in den Schoß. Sie selbst verschonte man. Die Rebellion dehnte sich schnell auf die benachbarten Regionen aus. Die Posten in Hatolia, Ermera und Maubisse wurden aufgegeben und die europäische Bevölkerung flüchtete nach Dili. Die Plantagen lagen brach.
Am 29. Dezember suchten 1.200 Timoresen aus Angst vor portugiesischen Repressalien Schutz in der niederländischen Enklave Maucatar. unter ihnen der Liurai von Camenaça (Camenassa, Kamenasa) und sein Gefolge, eigentlich Verbündete von Boaventura.

### Portugals Reaktion

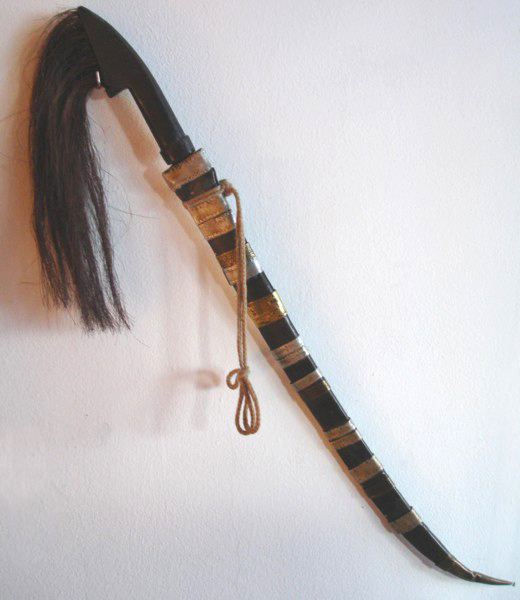
Ein Surik aus Maubisse

Der Militärkommandant von Manufahi hatte bereits am Anfang der Rebellion damit begonnen, Stellungen der Aufständischen anzugreifen und strategisch wichtige Punkte zu besetzen. Zu diesem Zeitpunkt waren in der Kolonie 76 europäische und 96 asiatische Soldaten stationiert. Dazu kamen Streitkräfte aus einheimischen Moradores, Arraias und Kriegern aus den verbündeten Reichen um Dili. Die Bewaffnung verminderte sich stark mit sinkendem Status. Die Kolonialsoldaten hatten Remingtongewehre oder Steinschlossgewehre, die Moradores nur Suriks oder Macheten. Doch der Mangel an Schusswaffen und Schießpulver benachteiligte die timoresischen Rebellen von vornherein. Zumeist waren auch sie nur mit Speeren, Pfeil und Bogen und Suriks bewaffnet.
Am 5. Januar zog Gouverneur Cabral mit 200 Mann nach Aileu und errichtete dort eine Basis. Den 25 europäischen Soldaten und Moradores schlossen sich auf dem Weg noch loyale Arraias an. Nach drei Wochen im Schlamm der Regenzeit war ein Großteil des Territoriums wieder unter Kontrolle Portugals. Die geschwächten Einheiten wurden auf 2070 irreguläre Kämpfer, 264 Moradores, 65 Berufssoldaten und acht Offiziere verstärkt. Doch die Truppen waren immer noch zu schwach zum Angriff auf die Hauptstadt Boaventuras. Daher versuchte Cabral nach alter portugiesischer Kolonialart, loyale und rebellische Liurais gegeneinander auszuspielen. Unterstützung erhielt er vom sogenannten Verräter-Liurai Nai-Cau (Naicau) und seinem Neffen Aleixo Corte-Real aus Soro. 1907 hatte Nai-Cau die Unabhängigkeit Soros vom Reich von Atsabe errungen. Im Osten und Süden grenzte es an Manufahi. Beim Angriff Boaventuras auf Ainaro kam Nai-Cau dem bedrohten Militärposten zur Hilfe.
Am 19. Februar 1912 meldete der Sydney Morning Herald:

„Der Großteil der Insel Timor ist in Aufruhr. Männer des Rameastammes überfielen Dili, töteten viele Einwohner und brannten viele Häuser nieder. Major Ingley, Leutnant Silva und mehrere Soldaten wurden während der Straßenkämpfe getötet. Die Köpfe wurden von den Rebellen abgeschnitten und auf Pfähle gesteckt. Das Regierungsgebäude wurde geplündert.“

Jaime do Inso berichtete von der Rebellion von Manufahi

Der Bericht übertrieb die Situation, doch Dili wurde tatsächlich schwer in Mitleidenschaft gezogen und europäische Familien wurden evakuiert. Dennoch konnte die Stadt durch eilig zusammengesuchte Verteidiger vor einer Plünderung bewahrt werden. Zur Verstärkung schickte Portugal von Macau aus das Kanonenboot Pátria unter dem Kommando von Kapitänleutnant Gago Coutinho, das am 6. Februar eintraf. Mit an Bord waren 220 europäische Soldaten und indische Marathen und 204 Afrikaner aus Mosambik. Am 11. Februar erreichte das englische Dampfschiff St. Albans mit weiteren 75 Soldaten (zur Hälfte Europäer) der Companhia Europeia da India Dili und am 15. Februar das englische Schiff Aldehanam mit der achten Companhia Indigena de Moçambique. Jaime do Inso, zweiter Leutnant an Bord der Pátria, berichtete von drei Köpfen, die in Laclo aufgehängt worden waren, Beleg für die „abscheuliche Grausamkeit des Krieges primitiver Menschen“, wie er schrieb. Es mag Inso entgangen sein, dass Gouverneur Castro 50 Jahre zuvor diese timoresische Tradition selbst für seine Siegesfeiern verwendet hatte.
Laut Inso sollte Manufahi, als Zentrum der Rebellion, isoliert und von der Unterstützung aus den benachbarten verbündeten Reichen Raimea, Cailaco, Bibisusso, Alas und Turiscai (Toriscai) abgeschnitten werden. Die portugiesische Streitmacht wurde dafür in vier Kolonnen geteilt. Die Hauptkolonne, die Maubisse eingenommen hatte, wurde vom Gouverneur selbst geführt. Sie bestand aus 4000 Mann, darunter 20 Europäer, 200 Afrikaner, 500 Moradores und Arraias, und verfügte über ein Krupp-BM75L-Geschütz. Von Soibada aus zog die zweite Kolonne mit einer indischen Kompanie, einigen hundert Moradores und einem Maxim-Maschinengewehr. Die dritte Kolonne hatte ihre Basis in Soro und bestand aus zwei Europäern, 70 Afrikanern und 200 Moradores. Auch hier stand ein Maschinengewehr zur Verfügung. Die vierte Kolonne mit hundert Moradores lag an der Grenze zu Westtimor. Teilweise waren Truppen sogar aus Angola herangezogen worden. Nach mehreren Gefechten wurden im März die Reiche von Fatuberlio, Turiscai und Bibisusso besiegt, während die Liurai von Cailaco und Atabae ankündigten, lieber bis zu ihrem Tode zu kämpfen, anstatt sich zu unterwerfen. Die Kämpfe gingen weiter bis in den Mai hinein. Nun brach auch in der Exklave Oecussi eine Rebellion aus.
Am 29. April traf die portugiesische Zambézia nach nur 31 Tagen aus dem ostafrikanischen Lourenço Marques ein. Mit an Bord waren nochmals 223 afrikanische Soldaten und 19 portugiesische Offiziere. Außerdem wurde in Mosambik eine weitere Kompanie Soldaten mobilisiert, um sie an Bord des portugiesischen Schiffes Zaire nach Timor zu schicken. Die Zaire erreichte Timor erst im Juli.

### Das Ende

Das Kanonenboot Pátria vor Timor 1912

Moradores aus Baucau auf einer Parade nach ihrer Teilnahme im Kampf gegen Manufahi (Dezember 1912)

Es scheint, dass Boaventura schon zu diesem Zeitpunkt zu einem Friedensschluss bereit gewesen wäre, doch Cabral wollte nun einen endgültigen Sieg. Er verfügte nun über 8000 irreguläre Kämpfer, 1147 Soldaten und 34 Offiziere, die bisher größte europäische Streitmacht auf Timor. Am 27. Mai 1912 griff er die befestigten Stellungen Boaventuras am Berg Cablac an und besetzte den Berg in den folgenden Tagen. Die Hauptkräfte der Rebellen zogen sich nach Riac, an den unteren Hängen des Cablac zurück, wo sie zwischen dem 11. und 21. Juni von den Portugiesen belagert wurden. Schließlich wurden die Rebellen und die Zivilbevölkerung zur Flucht zum Berg Leolaco gezwungen. Dort wurde Boaventura zusammen mit 12.000 Männern eingekreist. Mit einigen Tausend seiner Kämpfer entschied er sich, zwischen dem 8. und 10. August die Belagerungslinien zu durchbrechen, und entkam. Die zurückgebliebenen Kämpfer und Zivilisten aber wurden einem Bericht Insos zufolge in den folgenden zwei Tagen und Nächten von den Portugiesen abgeschlachtet. Mehr als 3000 Timoresen sollen dabei getötet worden sein.
Die Pátria wurde erneut nach Timor beordert, nachdem sie zwischenzeitlich aufgrund der Revolution in China nach Macau zurückberufen worden war. Sie brachte den Bodentruppen Cabrals dringend benötigte Waffen und andere Versorgungsgüter. An der Südküste der Insel beschoss die Pátria die letzten Stellungen Boaventuras, bei der Residenz der Königin von Betano. Laut Leutnant Inso starben dadurch tausend Menschen. Der Lärm der Geschütze und ihre verheerende Wirkung hatten, neben dem militärischen, auch einen deutlichen psychologischen Effekt auf die Timoresen. Boaventura wurde eingekreist und schließlich am 26. Oktober 1912 gefangen genommen.
Die Pátria wurde im Laufe des Jahres 1912 noch mehrmals gegen andere Rebellen eingesetzt, so in Oecussi. In Baucau verteidigten Marinesoldaten der Pátria unter dem Kommando von Inso zwischen dem 29. Juni und 25. Juli den Ort gegen Aufständische, wofür der Leutnant mehrere Belobigungen erhielt. Auch in Quelicai kam es nochmals zu einem Aufstand. Diese Aufstände blieben aber lokal begrenzt. Bereits am 16. August 1912 war der Ausnahmezustand für die Kolonie wieder aufgehoben worden und am Tag darauf wurde eine Siegesfeier veranstaltet. Dabei veranstalteten die Moradores, mit Erlaubnis von Cabral, auch wieder den Likurai-Tanz mit den abgeschlagenen Köpfen der Feinde. Gouverneur Celestino da Silva hatte davor nicht mehr auf die makabere Tradition zurückgegriffen.

### Die Folgen

Dom Afonso de Bibisusso und sein Gefolge

Insgesamt gerieten nach portugiesischen Angaben 12.567 Timoresen in Gefangenschaft, 3.424 Rebellen waren getötet worden. Die Verluste der kolonialen Truppen beliefen sich auf 289 Tote und 600 Verletzte. Man schätzt, dass infolge der Rebellion von Manufahi 15.000 bis 25.000 Menschen den Tod fanden, was mehr als 5 % der geschätzten Bevölkerung der Kolonie entsprechen würde. Dazu kommen Opfer der einhergehenden Ruhrepidemie und die Toten der zeitgleichen Aufstände in Baucau (2000), Lautém (300) und anderen Orten. Die gesamten Kämpfe bei der kolonialen „Befriedung“ Manufahis zwischen 1894 und 1912 kosteten wahrscheinlich 90.000 Menschen das Leben und entvölkerten ganze Landstriche. Auch wenn die Zahlen sehr unsicher sind, so war die offizielle Bevölkerungszahl von 1913 mit 303.600 bei weitem die niedrigste seit Jahrzehnten. Boaventura wurde auf der Insel Atauro eingekerkert, wo er vermutlich starb. Nach 1913 gibt es keine Berichte mehr über ihn. Nach mündlichen Überlieferungen soll er an der Pforte des Friedhofs von Santa Cruz in Dili begraben sein.
Die loyalen Liurais, ohne die ein Sieg der Portugiesen wohl nicht möglich gewesen wäre, erhielten zum Dank militärische Ränge eines Majors oder Oberstleutnants. Jene, die sich zuerst den Portugiesen unterworfen hatten, wurden mit territorialem Zugewinn belohnt – auf Kosten der rebellischen Reiche. Einige Gebiete, wie zum Beispiel Raimea, wurden unter direkte koloniale Verwaltung gestellt, um dort Plantagen anzulegen. Umgekommene oder gefangengenommene Herrscher, wie Afonso Hornai de Soares Pereira von Bibisusso, wurden durch loyale Anhänger Portugals ersetzt, ohne Rücksicht auf die traditionelle Nachfolge zu nehmen. Die Witwen von gefallenen Arraias und im Kampf Verwundete erhielten Kokos- und Kakaobäume oder andere steuerfreie Zuwendungen. Bewohner der Rebellengebiete wurden dafür gezwungen, Kokos- und Kakaobäume anzubauen und unbezahlte Arbeit auf Plantagen zu leisten. Zudem musste jede Familie 600 Kaffeebüsche unterhalten. Allein 1916 wurden so acht Millionen Kaffeebüsche neu gepflanzt. Timoresen im Alter zwischen 14 und 60 mussten Arbeitsdienst leisten.

### Bewertung

Die königliche Flagge Portugals galt in Timor als heiliger Gegenstand (Lulik)

Unter Historikern ist umstritten, ob der letzte Aufstand Boaventuras ein weiterer Versuch war, die Fremden aus dem Land zu vertreiben, ein Protest gegen die seit 1906 bestehende Kopfsteuer und die Entmachtung der Liurais oder eine Rebellion mit Tendenzen zu einem ersten timoresischen Nationalgefühl, zumal auch Letrados (auch Assimilados) gemeinsame Sache mit den „primitiven“ Kriegern machten. Sowohl Dom Duarte als auch sein Sohn Boaventura hatten Kontakte zu diesen Timoresen mit europäischer Ausbildung aus Dili, von denen einige sogar Mitglied in der Freimaurerloge waren. Einige Moradores aus dieser Gruppe versorgten die Rebellen auch mit Schießpulver und Kanonenkugeln. Sicher scheint, dass die Unabhängigkeitsbewegung auf den Philippinen Vorbild für diese Timoresen war. Bekannt ist dies auch von der benachbarten Insel Flores, wo es allein 1911/12 zehn bewaffnete Aufstände gegen die niederländischen Kolonialherren gab. Doch es fehlen jegliche schriftliche Quellen, die belegen, dass Boaventura eine unabhängige Nation anstrebte. Auch wie die 5000 Assimilierten die um die hundert feudalen Zwergstaaten, aus der die Kolonie bestand, hinter sich vereinigen hätten sollen, ist offen, zumal die meisten Liurais skeptisch hinsichtlich des möglichen Erfolges der Rebellion waren und sich daher ruhig verhielten. Auch wenn die Rebellion von 1911/12 der Höhepunkt des timoresischen Widerstands gegen Portugal war, so war sie doch weitgehend auf den Westteil der Kolonie beschränkt und die Rebellen von neutralen oder sogar pro-portugiesischen Herrschern umgeben.
Für die Steuererhöhung als Grund der Rebellion spricht, dass die Timoresen zu Beginn der Rebellion „Venham ca buscar duas patacas, se são capazes!“ („Kommt und holt Euch Eure zwei Patacas, wenn Ihr könnt!“) als Schlachtruf riefen. Zumindest war die Steuererhöhung ein Anstoß und so ein Hauptgrund für den Aufstand. Klar scheint, dass der Wechsel der Regierungsform in Portugal und der damit einhergehende Verlust von bewährten, als heilig angesehenen Machtsymbolen ein weiterer Grund für den Ausbruch der Revolution war. In einigen Orten war die neue Flagge Portugals heruntergerissen und durch die alte Flagge ersetzt worden. In diesem Zusammenhang kam noch hinzu, dass es die Niederlande, den alten Konkurrenten Portugals, nicht gestört hätte, wenn ihnen auch die portugiesische Hälfte der Insel aufgrund royaler Sehnsüchte der Timoresen in die Hände gefallen wäre.
Historiker sehen in der Niederschlagung der Rebellion einen schwarzen Fleck und Präzedenzfall in der Geschichte der ersten portugiesischen Republik. Ihr folgten große Massaker in den portugiesischen Kolonien in Guinea, Mosambik und Angola. Portugal tolerierte keinen großflächigen Ungehorsam mehr. Schlicher ordnet die Rebellion von Manufahi zu den post-pacification-revolts und stellt sie in eine Reihe mit Aufständen in anderen Kolonien am Ende ihrer Inbesitznahme, wie dem Maji-Maji-Aufstand in Deutsch-Ostafrika oder dem Aufstand 1906 auf Bali gegen die Niederländer, als Widerstand gegen das Unvermeidliche.

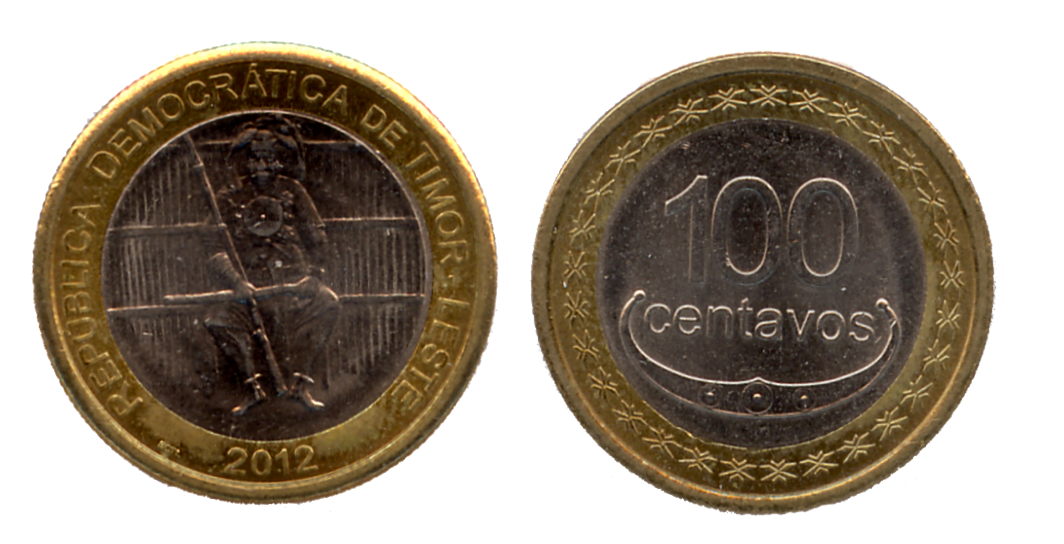
Sondermünze Osttimors von 2012 mit Boaventura

Königin Maria de Manufahi, die Witwe Boaventuras, war seit 1974 Mitglied der FRETILIN und Unterstützerin der Unabhängigkeit Osttimors. Während der Gewalt in Osttimor 1999 erhofften sich die Einwohner Schutz durch den Geist Boaventuras vor den marodierenden pro-indonesischen Milizen. Der gegen die Regierung rebellierende Soldat Alfredo Reinado (1968–2008) sah sich in der Tradition Boaventuras, zu dessen Heimat Manufahi er freundschaftliche Kontakte pflegte. Bei Reinados Flucht aus Same vor australischen Soldaten 2007 habe ihn der Geist Boaventuras geholfen, sich unsichtbar zu machen, so der Rebell. In einer Zeremonie wurde Reinado durch lokale, traditionelle Führer zur Reinkarnation des Liurais von Manufahi erklärt. Beim Attentatsversuch auf die osttimoresische Staatsführung 2008 kam er schließlich ums Leben.
Boaventura wurde zu einem zentralen Symbol der heroischen, nationalen Geschichte. Die Kämpfe am Cablac werden heute in Osttimor und vor allem in Manufahi als heldenhafte Schlacht Boaventuras verklärt, der Liurai selbst als Nationalheld Osttimors und Ziel der Verehrung in der Massenkultur und bei Jugendbanden. Unter anderem wurde der Ordem de Dom Boaventura nach ihm benannt, die eine der höchsten Auszeichnungen des Landes.

## Die Gesellschaft Portugiesisch-Timors nach den Rebellionen

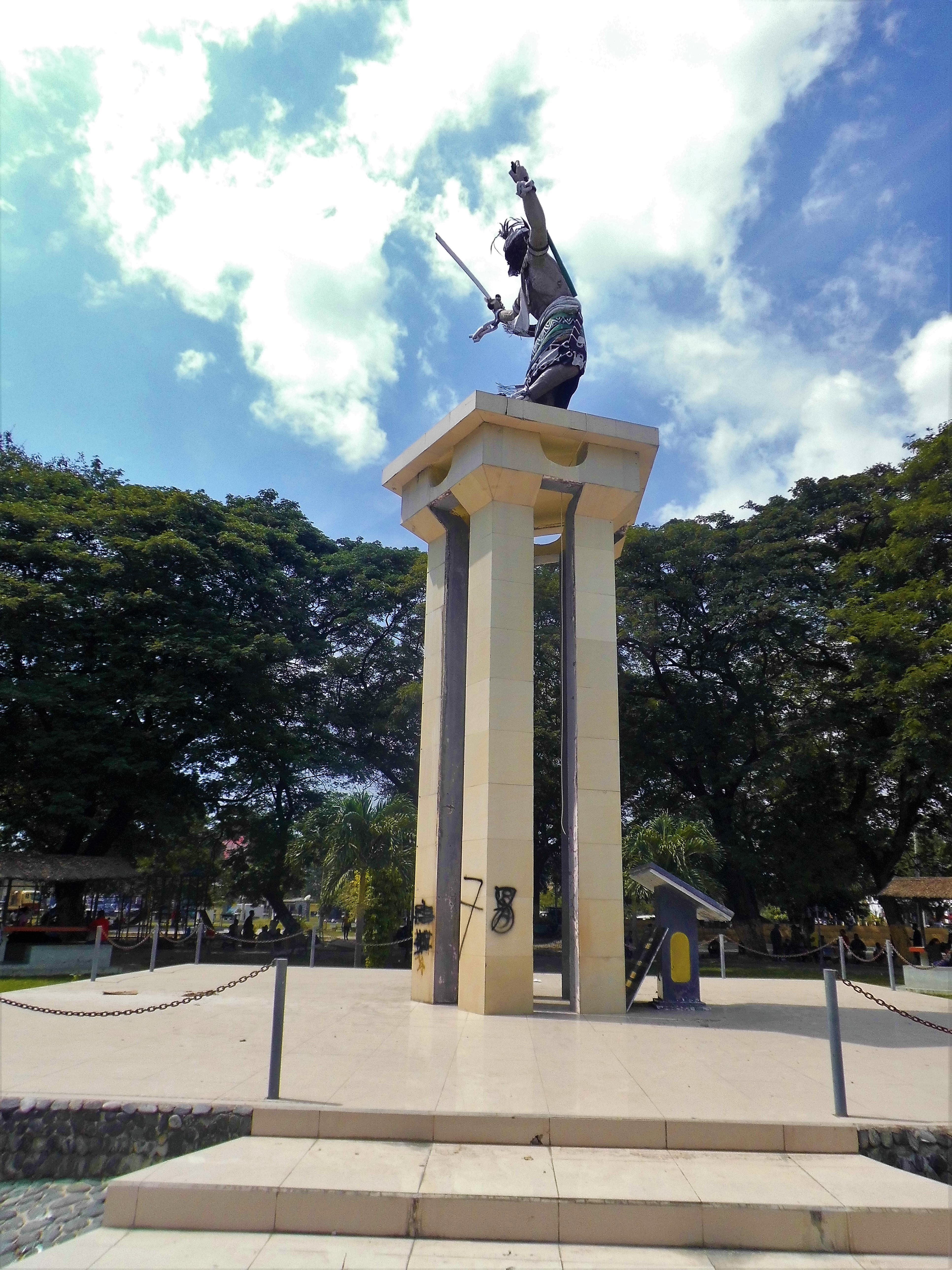
Das Integrationsdenkmal in Dili soll Boaventura darstellen

Am 13. August 1913 strukturierte der vertretende Gouverneur Gonçalo Pereira Pimenta de Castro die kolonialen Streitkräfte um. Er entließ die Kommandanten der Moradores und löste ihre Kompanien auf. Die Moradores wurden unter den direkten Befehl europäischer Offiziere gestellt.
Gouverneur Cabral blieb aufgrund des Ersten Weltkrieges bis 1917 im Amt und prägte die Kolonie mit seinen Reformen bis in die 1940er hinein. Die Macht der Liurais versuchte er weiter zu umgehen, indem er nun die Sucos als erste koloniale Verwaltungsebene einsetzte, vorbei an den traditionellen Herrschern. Zudem wurde eine Ebene darüber auch die zivile Verwaltung auf die 15 Militärkommandanturen aufgeteilt und die Liurais wurden den Militärkommandanten unterstellt. Als Chefe de Suco wurden Timoresen aus dem niederen Adel der Dato eingesetzt, die Portugiesisch sprechen und lesen konnten und dem christlichen Glauben angehörten. Sie dienten als Mittler zwischen der Bevölkerung und der Kolonialregierung und erhielten Verwaltungsaufgaben. Soziale, rituelle und politische Belange innerhalb der Timoresen wurden aber weiterhin von den Liurais behandelt.
Schon am Ende des 19. Jahrhunderts hatte die katholische Kirche die Missionierung verstärkt und ab 1904 in Schulen (in Soibada) die Kinder von Liurais ausgebildet und erzogen. Aus diesen Kindern, Aleixo Corte-Real war einer von ihnen, erwuchs die gesellschaftliche Schicht der europäisch erzogenen Timoresen, die Letrados. Bis 1910 die Kirche in ihrer Arbeit beschränkt wurde, existierten bereits elf Schulen für 412 Jungen und zwei Schulen mit 223 Mädchen, dazu vier Hochschulen mit 105 Studenten und 153 Studentinnen. 30 Geistliche und 141 Lehrer unterrichteten sie. Diese Generation bildete später eine neue, christliche Elite in der Kolonie, auf die sich die portugiesische Kolonialmacht stützen konnte. Mit dem Sturz der Diktatur des Estado Novo 1974 erwuchs aus ihr die neue politische Herrschaftsschicht, die auch heute noch einen großen Einfluss in der Gesellschaft Osttimors hat.
Bis zum Zweiten Weltkrieg gab es dank der strafferen Kontrolle durch Portugal in der Kolonie keine größeren Aufstände mehr – eine Friedensspanne, wie es sie nie zuvor in den vergangenen 400 Jahren so lange gegeben hatte. Erst mit der japanischen Besetzung Portugiesisch-Timors 1942 begannen die Timoresen wieder offen gegen die Portugiesen aufzubegehren. Nach dem Ende der Schlacht um Timor und der Wiederherstellung der portugiesischen Herrschaft über die Kolonie kam es 1959 mit der Viqueque-Rebellion noch ein letztes Mal zu einem größeren Aufstand. Hier vermutet man einen indonesischen Einfluss. Noch im selben Jahr begann als direkte Folge des Aufstands die berüchtigte Polícia Internacional e de Defesa do Estado PIDE (Polizei für Internationale Angelegenheiten und Verteidigung des Staates) ihre Arbeit in der Kolonie. Der Versuch einiger Kämpfer, 1961 in Batugade eine timoresische Republik auszurufen, wurde schnell niedergeschlagen.

## Belege

Offizielle Meldung über die Schlacht am Leolaco

### Hauptnachweise
- Katharine Davidson: The Portuguese colonisation of Timor: the final stage, 1850-1912, Sydney 1994.
- Frédéric Durand: Three centuries of violence and struggle in East Timor (1726–2008). (PDF; 243 kB), Online Encyclopedia of Mass Violence, (online), 7. Juni 2011, Zugriff am 28. Mai 2012, ISSN 1961-9898.
- Geoffrey C. Gunn: History of Timor, verfügbar vom Centro de Estudos sobre África, Ásia e América Latina, CEsA der TU-Lissabon (PDF-Datei; 805 kB).
- Revista da Armada: Jaime do Inso. (Memento vom 14. August 2007 im Internet Archive) (portugiesisch), Zugriff am 4. Juni 2012.
- Monika Schlicher: Portugal in Osttimor. Eine kritische Untersuchung zur portugiesischen Kolonialgeschichte in Osttimor 1850 bis 1912 (= Abera Network Asia-Pacific, Band 4). Abera, Hamburg 1996, ISBN 3-931567-08-7 (Dissertation Universität Heidelberg 1994, 347 Seiten, Illustrationen, 23 cm).